# Gustav Klimt
Gustav Klimt (Baumgarten, 14 de julio de 1862-Alsergrund, 6 de febrero de 1918) fue un pintor simbolista austriaco, y uno de los más prestigiosos representantes del movimiento modernista de la secesión vienesa. Klimt pintó lienzos y murales con un estilo personal muy ornamentado, que también manifestó a través de objetos de artesanía, como los que se encuentran reunidos en la Galería de la secesión vienesa. Intelectualmente afín a cierto ideario romántico, Klimt encontró en el desnudo femenino una de sus más recurrentes fuentes de inspiración. Sus obras están dotadas de una intensa energía sensual, reflejada con especial claridad en sus numerosos apuntes y esbozos a lápiz, en cierto modo herederos de la tradición de dibujos eróticos de Rodin e Ingres. 
Al principio de su carrera artística, fue un exitoso pintor de decoraciones arquitectónicas de manera convencional. En 1897, su estilo maduro apareció, y fundó la secesión vienesa, un grupo de pintores que se rebelaban contra el arte académico a favor de un estilo altamente decorativo similar al Art Nouveau. Cuando empezó a desarrollar un estilo más personal, su obra fue objeto de controversia que culminó cuando los tres grandes murales alegóricos que realizó hacia 1900 para el techo del Gran Salón de la Universidad de Viena fueron violentamente criticados como pornográficos y rechazados. Posteriormente no aceptó más encargos públicos, pero alcanzó un nuevo éxito con las pinturas de su «fase dorada», muchas de las cuales incluyen pan de oro. La obra de Klimt fue una importante influencia para su compañero más joven, Egon Schiele.
Durante la Segunda Guerra Mundial el Retrato de Adele Bloch-Bauer I (a veces llamado La dama de oro) y varias otras pinturas de Klimt pertenecientes a la familia Bloch-Bauer fueron confiscadas por los nazis y con el tiempo añadidas a la colección de la Galería Belvedere en Viena. Estas obras se convirtieron luego en el centro de una prolongada batalla legal, y en 2006 fueron finalmente devueltas a la familia. Ese mismo año, el Retrato de Adele Bloch-Bauer I fue vendido a la Neue Galerie en Nueva York por el precio récord para entonces de U$135 millones de dólares.
Dama con abanico (1918); su última pintura, fue vendida en Londres por la casa de subastas Sotheby's el 27 de junio de 2023 por un valor de £85,3 millones de libras esterlinas (U$108,4 millones de dólares) a un coleccionista hongkonés, convirtiéndola en la obra de arte más costosa jamás subastada en Europa.

## Biografía de Gustav Klimt

### Juventud y formación
Gustav Klimt nació el 14 de julio de 1862 en una pequeña ciudad, Baumgarten, cerca de Viena, el segundo de siete hijos —tres hombres y cuatro mujeres—. Ya desde la infancia, los tres hijos hombres mostraron inclinaciones artísticas, que podían haber heredado tanto de su padre, Ernst Klimt (1833-1892) que era  grabador de oro como de su madre, Anna Klimt (Finster, de soltera), cuyo hobby frustrado era dedicarse a la música. Klimt vivió en una relativa pobreza la mayor parte de su infancia, en tanto que como familia de inmigrantes, el trabajo escaseaba tanto como las oportunidades de promoción social. Fue, por tanto, solo gracias a su talento que en 1876, con catorce años de edad, recibió una beca para estudiar en la Kunstgewerbeschule, la Escuela de Artes y Oficios de Viena, donde se formaría hasta 1883 como pintor y decorador de interiores. Sus maestros fueron Michael Rieser, Ludwing Minnigerode y Karl Hrachowina.  Klimt admiraba y reverenciaba al entonces pintor de moda, Hans Makart, y se sometió gustoso a los dictados de una educación artística clasicista. Es por ello que su obra temprana puede considerarse académica. En 1877 su hermano menor Ernst —que con el tiempo se convertiría en grabador, como su padre— también fue admitido en la escuela. Los dos hermanos, con la compañía de su amigo común Franz Matsch, comenzaron a trabajar juntos: Hacia 1880 ya gestionaban modestos encargos como un colectivo que se hacía llamar la "Compañía de artistas", colaborando como asistentes de su profesor en la decoración del Kunsthistorisches Museum de Viena. Klimt comenzó su carrera individual como pintor de interiores en grandes edificios públicos de la Ringstraße, desarrollando ya algunos temas alegóricos que posteriormente se convirtieron en un rasgo distintivo de su obra.
En 1888, Klimt recibió  la Medalla de Oro al Mérito Artístico de manos del Emperador Francisco José I de Austria por su trabajo en los murales del Burgtheater de Viena. Fue nombrado miembro honorario de las universidades de Múnich y Viena, y para cuando en 1892 su padre y su hermano Ernst murieron, Klimt estaba en condiciones de soportar la carga económica de sus parientes. La tragedia familiar pesó también en su expresión artística, y marcó el inicio de la definición de su estilo personal. A principios de la década de 1890, Klimt conoció también a Emilie Flöge, quien aparentemente soportó las constantes aventuras amorosas del artista y se convertiría en su compañera hasta el final de su vida. El componente sexual de esta relación ha sido objeto de cierta discusión, aunque está documentado que Klimt tuvo al menos 14 hijos durante esta relación.

### La Secesión vienesa

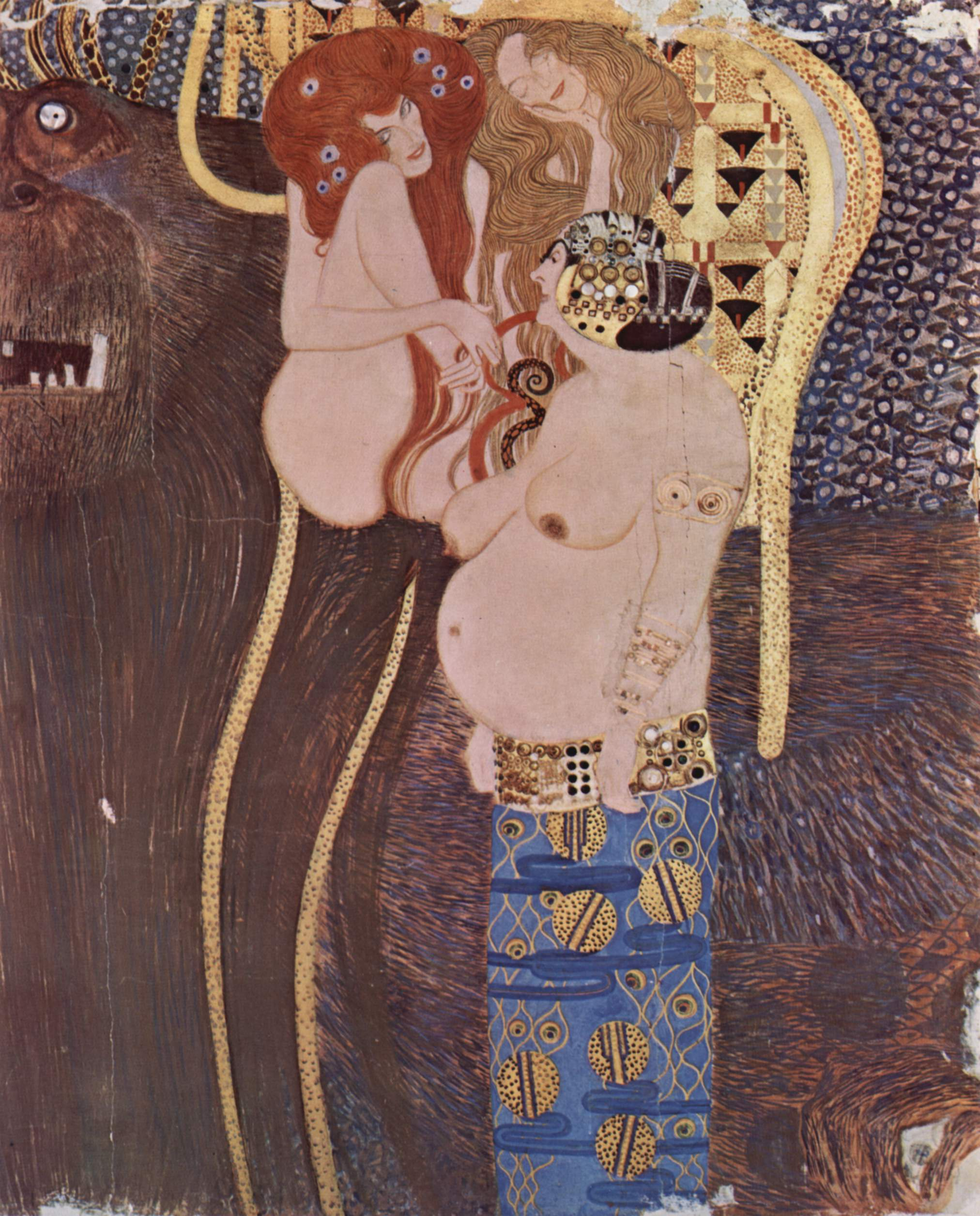
Fragmento del Friso de Beethoven.

Klimt se convirtió en uno de los miembros fundadores —y presidente— de la Wiener Sezession, un grupo de artistas fundado en 1897, y del colectivo temporal Ver Sacrum (la 'Sagrada Primavera'). La Sezession había surgido como una alternativa independiente a los artistas promocionados por la Academia vienesa —de la que el mismo Klimt había formado parte en su juventud—. Entre sus objetivos se contaban la promoción de artistas jóvenes, la exhibición de obras producidas en el extranjero y la publicación de una revista sobre las principales obras realizadas por los miembros. A diferencia de la mayoría de los grupos de vanguardia, el grupo nunca redactó un manifiesto, y tampoco se definió por una determinada dirección estilística: entre sus miembros se contaban naturalistas, realistas y simbolistas. El grupo encontró cierto apoyo gubernamental —aunque sus obras eran generalmente detestadas— y pudo construir una sala de exposiciones permanente sobre un solar cedido por las autoridades. Los artistas de la Sezession tomaron a Palas Atenea, la diosa griega de la sabiduría y la justicia como su símbolo. Klimt, que realizó una aproximación bastante radical a la imagen de la diosa en 1898, estuvo adscrito a este colectivo hasta 1908.
En 1894, Klimt había recibido el encargo de crear tres pinturas para decorar el techo del Aula Magna de la Universidad de Viena. Inacabadas hasta el fin de siglo, estas tres obras —Filosofía, Medicina y Jurisprudencia— fueron muy criticadas por lo radical de su enfoque y su propia representación, que algunos consideraron "pornográfica". Klimt adaptaba la forma clásica de la alegoría y su simbolismo convencional, dándole forma con su propio lenguaje plástico, abiertamente sexual y de matices provocativos. El clamor fue general: protestaron políticos, pero también personalidades relacionadas con el mundo del arte y la moral pública. La universidad decidió finalmente no colocar las obras de Klimt, y este no volvería a admitir encargos a partir de entonces. Por desgracia las tres obras fueron destruidas por las SS durante su retirada, en mayo de 1945. En 1899, Klimt se confirmó en su estilo: Provocadora y llena de turbadora energía, su Nuda Veritas —la "Verdad desnuda"— suponía un paso adelante en su estética personal, pero también constituía una declaración de principios, casi un desafío, dirigido principalmente a los críticos más conservadores de su obra : El crudo desnudo frontal de una mujer, sosteniendo un alegórico "espejo de la verdad", iba coronado con una conocida sentencia de Schiller:

Si no puedes agradar a todos con tus méritos y tu arte, agrada a pocos. Agradar a muchos es malo.
Schiller

En 1902, Klimt concluyó su trabajo en el Friso de Beethoven a tiempo para la XIV exposición de los secesionistas vieneses, que se había organizado a modo de homenaje al compositor, y en la que se presentaba una monumental escultura policromada de Max Klinger. Destinado a ser expuesto temporalmente, el friso fue pintado directamente sobre la pared con una técnica ligera. Tras la exposición, sin embargo, el friso fue conservado, si bien no volvió a ser expuesto en público hasta 1986.
Al año siguiente Klimt viajó por Italia, visitando Florencia, Venecia y Rávena, y descubriendo los mosaicos bizantinos de las iglesias de San Vital y San Apolinar. Comenzaba entonces lo que algunos críticos han interpretado como la etapa de madurez artística del pintor: liberado de encargos públicos, Klimt había comenzado en 1890 a viajar con la familia Flöge al lago Attersee, donde realizó numerosos paisajes. Estas obras se convirtieron en una excepción en el corpus de Klimt, dedicado desde siempre a la figura con enérgica devoción:

No existe ningún autorretrato mío. No me interesa mi propia personalidad como objeto de un cuadro, sino más bien me interesan otras personas, en especial mujeres, otras apariencias…estoy convencido de que como persona no soy especialmente interesante.
Gustav Klimt

Klimt fue un pintor enérgico y arrebatado, y sus propios parientes comentaban sorprendidos sobre su dedicación:

Cada noche venía a casa, tomaba la cena en silencio y se iba a la cama… Cuando había descansado, retomaba con tal ímpetu el trabajo que a menudo pensábamos que las llamas de su genialidad lo consumirían vivo…

Estilísticamente, los paisajes realizados en aquella temporada se caracterizaban por el mismo refinado diseño ornamental y por un enfático uso de motivos compositivos. El espacio pictórico aparece «aplanado» de un modo tan rotundo que algunos críticos han señalado la posibilidad de que Klimt los pintase sirviéndose de algún tipo de catalejo.

### La 'etapa dorada' y el éxito de crítica

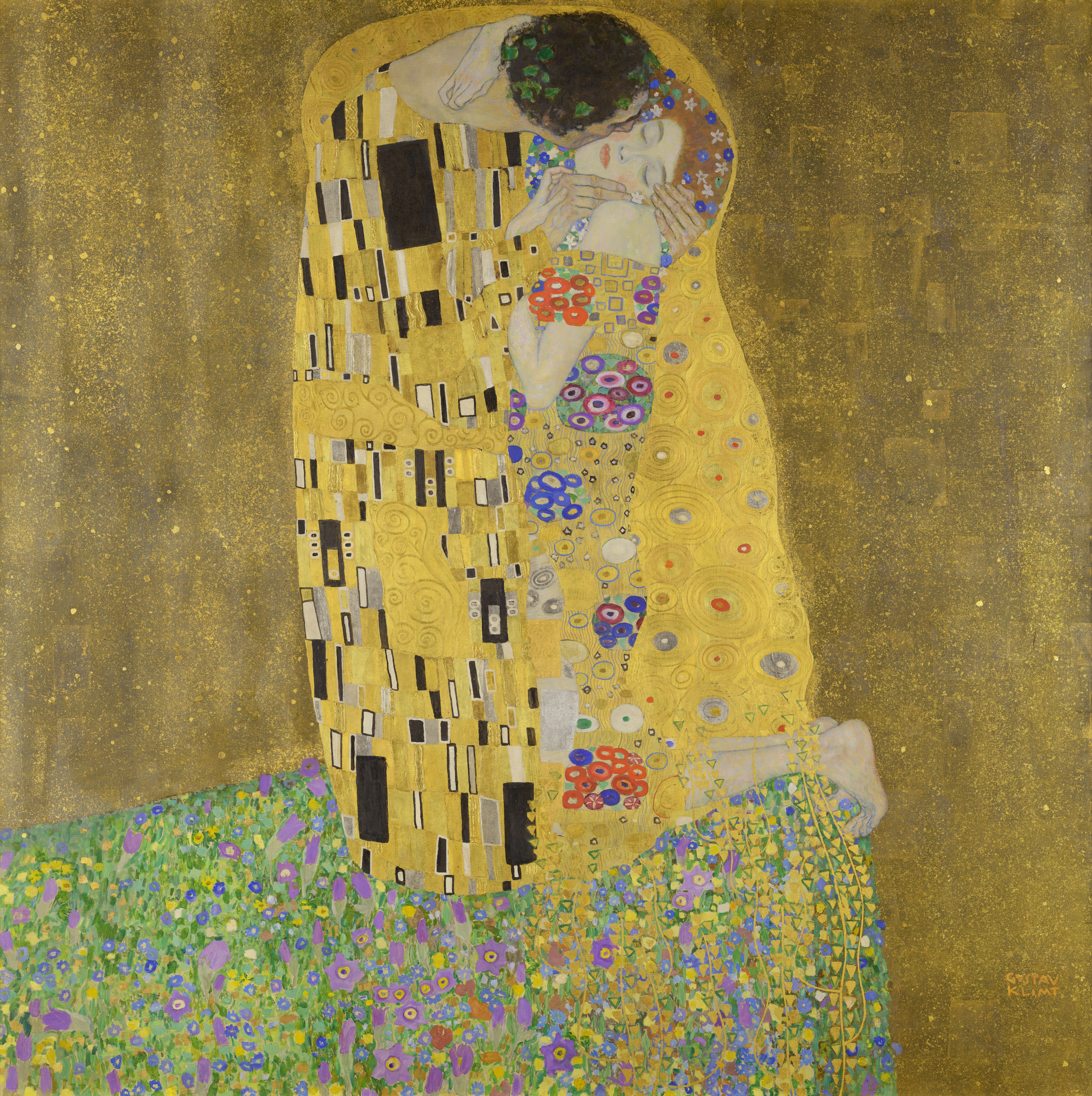
El beso, 1907-1908. Cuadro más conocido del pintor. Óleo/lienzo. Österreichische Galerie Belvedere.

La "etapa dorada" de Klimt vino determinada por un progresivo acercamiento de la crítica y un gran éxito comercial. Muchas de sus pinturas de este período incorporan pan de oro a la pintura, aunque este era un medio que Klimt ya había utilizado esporádicamente desde 1898 (Pallas Athene) y su primera versión de Judith, de 1901. Tras regresar de su viaje italiano, Klimt participó en la decoración del suntuoso palacio Stoclet, hogar de un opulento magnate belga. Este edificio se convertiría en la síntesis del art nouveau centroeuropeo. La aportación de Klimt —representada por El Cumplimiento y La Expectación— significaron el clímax de su energía creativa, y tal como él mismo afirmó, "posiblemente el último paso de mi desarrollo de la ornamentación".
Las obras más notables realizadas en esta etapa fueron sin embargo el Retrato de Adele Bloch-Bauer I (1907) y El beso (1907-1908). Paralelamente, Klimt realizó retratos de diversas damas de la alta sociedad vienesa, normalmente envueltas en pieles. Es posible que muchos de los modelos que Flöge luce en algunas fotografías tomadas por el autor fuesen diseñados por el mismo artista.
Tal como se aprecia en muchas fotografías, Klimt solía vestir túnica y sandalias cuando estaba en su casa. Llevaba una vida bastante sencilla, completamente absorbido por su trabajo y su familia, y exceptuando algunos encuentros con otros artistas de la Sezession, Klimt solía evitar los encuentros de sociedad y los círculos intelectuales "de café". Pese a su imagen de libertino, Klimt también llevaba su activa vida sexual discretamente, y aunque se rodeaba de modelos femeninas de muy diversa categoría social, nunca se vio personalmente envuelto en ningún escándalo público. Atraídos por su gran fama, algunos clientes que acudían a su casa solían descubrir que Klimt podía permitirse ser muy selectivo antes de aceptar un encargo.
Una vez admitido un encargo, el artista iniciaba su particular método de trabajo, tras largas meditaciones y aún más prolongadas sesiones de posado de modelos. La naturaleza abiertamente erótica de sus obras solía verse "suavizada" por un enfoque alegórico, o simbólico, que la hacía de algún modo más admisible para la pacata opinión pública de la burguesía vienesa. Klimt nunca destacó por su carácter teórico. No escribió apenas nada sobre su visión artística o sus métodos. Del mismo modo, nunca llevó un diario, y su correspondencia se limita a algunas postales enviadas a Flöge.

### Vejez y fama póstuma
En 1911, gracias a La vida y la muerte, Klimt es galardonado con el primer premio de la Exposición Universal de Roma. En 1915, murió su madre, Anna. Tres años más tarde, tras haber pasado un infarto, neumonía y la gripe de 1918, Klimt falleció. El artista, en su lecho de muerte, preguntó por Emilie Flöge, doce años menor que él y con la que nunca quiso contraer matrimonio. En su taller dejó inacabadas gran cantidad de obras. Un número considerable de sus obras fue confiscado por la dictadura nazi. Al avance de las tropas enemigas, y al ver que sus obras se convertirían en botín de guerra, decidieron quemar el castillo donde estas permanecían confiscadas.

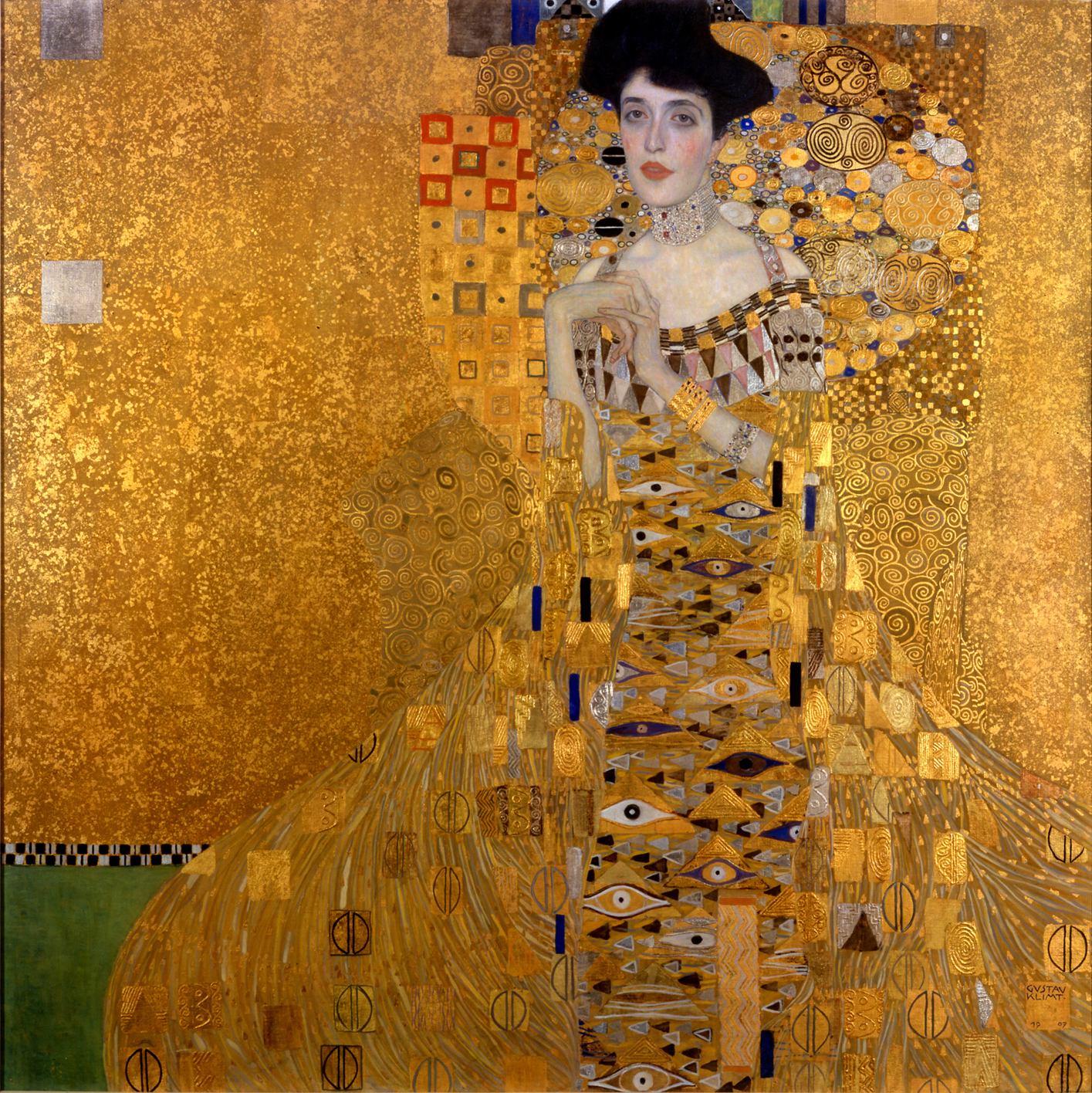
Retrato de Adele Bloch-Bauer I, vendido en 2006 por un precio récord de 135 millones de dólares. Neue Galerie, Nueva York.

Las obras de Klimt han batido algunos récords en las subastas de arte. En noviembre de 2003, un paisaje de Attersee fue vendido por 29 millones de dólares, una cifra que pronto quedó eclipsada por los precios finales de otras de sus obras.
En 2006, el primer retrato de Adele Bloch-Bauer fue vendido en la Neue Galerie de Nueva York por 135 millones de dólares, superando así el récord establecido por el Chico con pipa (1905) de Picasso (vendido el 5 de mayo de 2004 por 104 millones de dólares).
El 7 de agosto de 2006, la casa de pujas Christie's anunció la subasta de un nuevo lote de obras de Klimt, obras que habían sido recuperadas por Maria Altman y sus herederos tras un largo pleito que les enfrentó al gobierno austríaco. Finalmente, el Retrato de Adele Bloch-Bauer II fue subastado en noviembre de 2006 —convirtiéndose en la tercera obra de arte más cara de la historia—, el Manzano, I (aprox. 1912) fue vendido por 33 millones, el Bosque de abedules (1903) por más de 40 millones de dólares, y las Casas en Unterach, en el lago Atter (1916) por otros 31 millones.
En total, las cinco piezas representan un valor total de 327 millones de dólares.

## Estilo y temas recurrentes
La obra de Klimt se ha identificado con la suntuosa decoración basada en dorados y elementos ornamentales de vivos colores, aunque también con formas fálicas encubiertas que indican el carácter de los dibujos en que se inspiraban. En la primera versión de Judith, por ejemplo, aunque también en El beso y, sobre todo, en la Dánae de 1907 y en Novias o Dos amigas, aparecen elementos abstractos de un carácter sexual inconfundible. Siendo la mujer uno de los temas más recurrentes de Klimt, resulta lógico que el artista representase muchas de las facetas del carácter femenino, aunque sentía especial predilección por un tipo de mujer agresiva y dominante que podría identificarse con el modelo icónico de la femme fatale.
Los historiadores del arte coinciden en señalar el carácter ecléctico de su estilo pictórico; y se han apuntado, entre otras, referencias al arte del antiguo Egipto, a la cultura Micénica, a la Grecia clásica y al arte bizantino. Hombre de formación clásica, Klimt no sentía sin embargo reparo en manifestar su entusiasmo por el arte de artistas medievales —como Durero— o exóticos —como los artistas de la escuela Rinpa japonesa—. Sus obras de madurez se caracterizan por un rechazo de sus inicios naturalistas, siendo así que se ha señalado el progresivo desarrollo de motivos simbólicos o abstractos que enfatizaban la libertad de espíritu que impregnó todas las vanguardias artísticas de principios del siglo XX.
Del mismo modo, resulta significativo el valor de la línea en su obra. Sus dramáticas composiciones —utilizando a veces extraños puntos de vista, planos verticales y cortes atípicos— subrayan el carácter innovador de su plástica, y anticipan el valor expresivo de la línea que caracterizará el expresionismo posterior.

## Pinturas

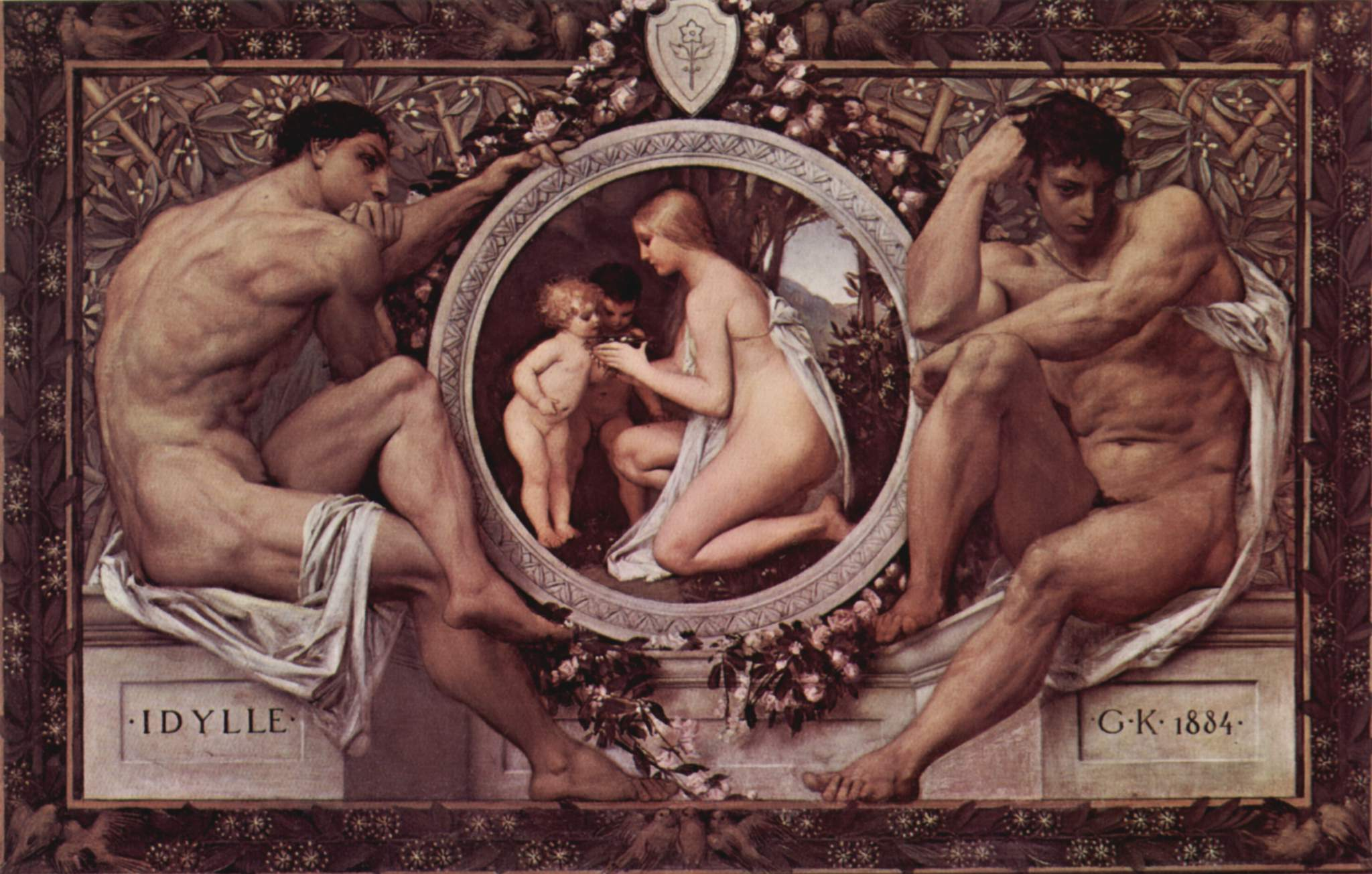
Idylle (Idilio) 1884, Museo de Historia del Arte de Viena
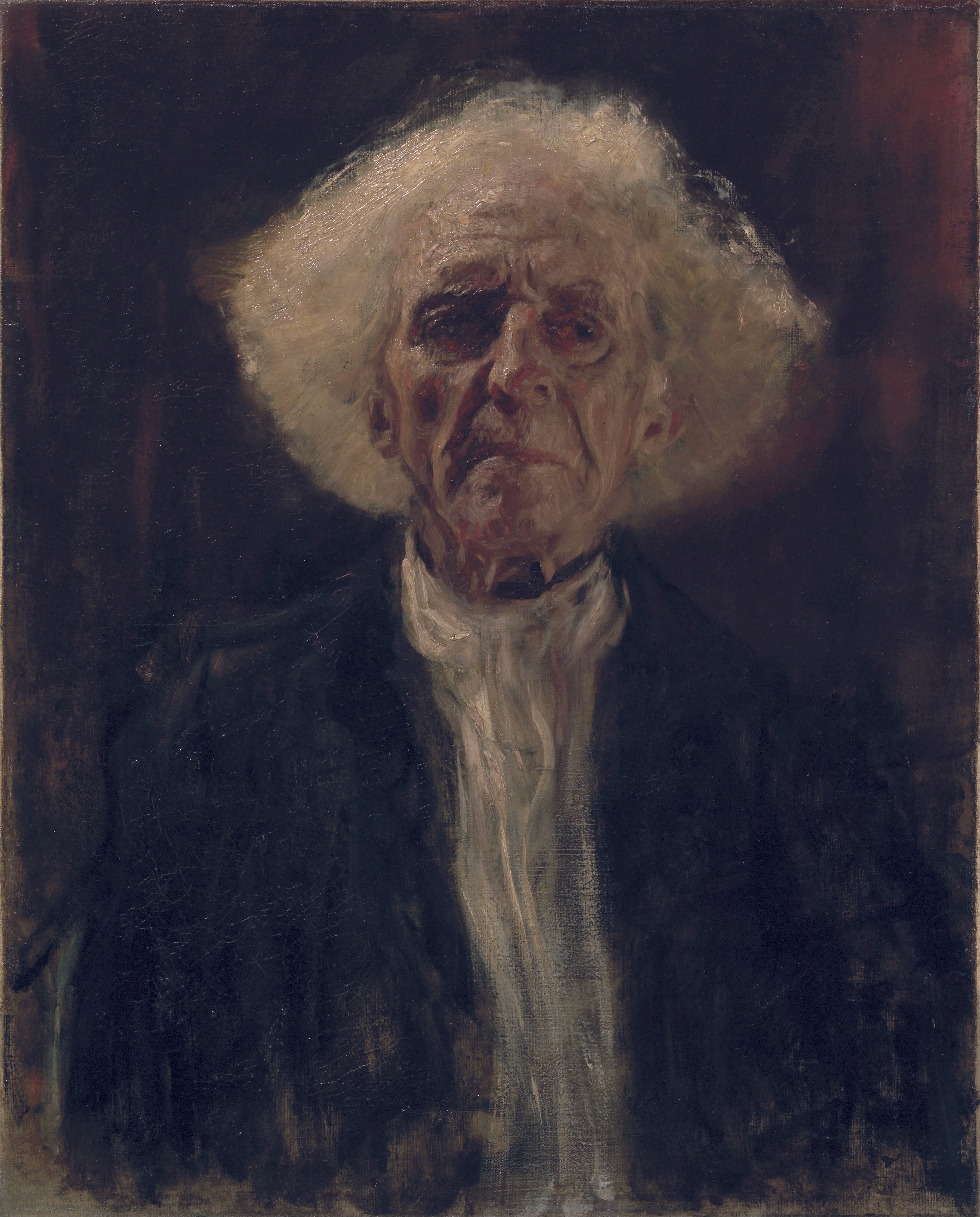
Der Blinde (El ciego) 1896, Leopold Museum
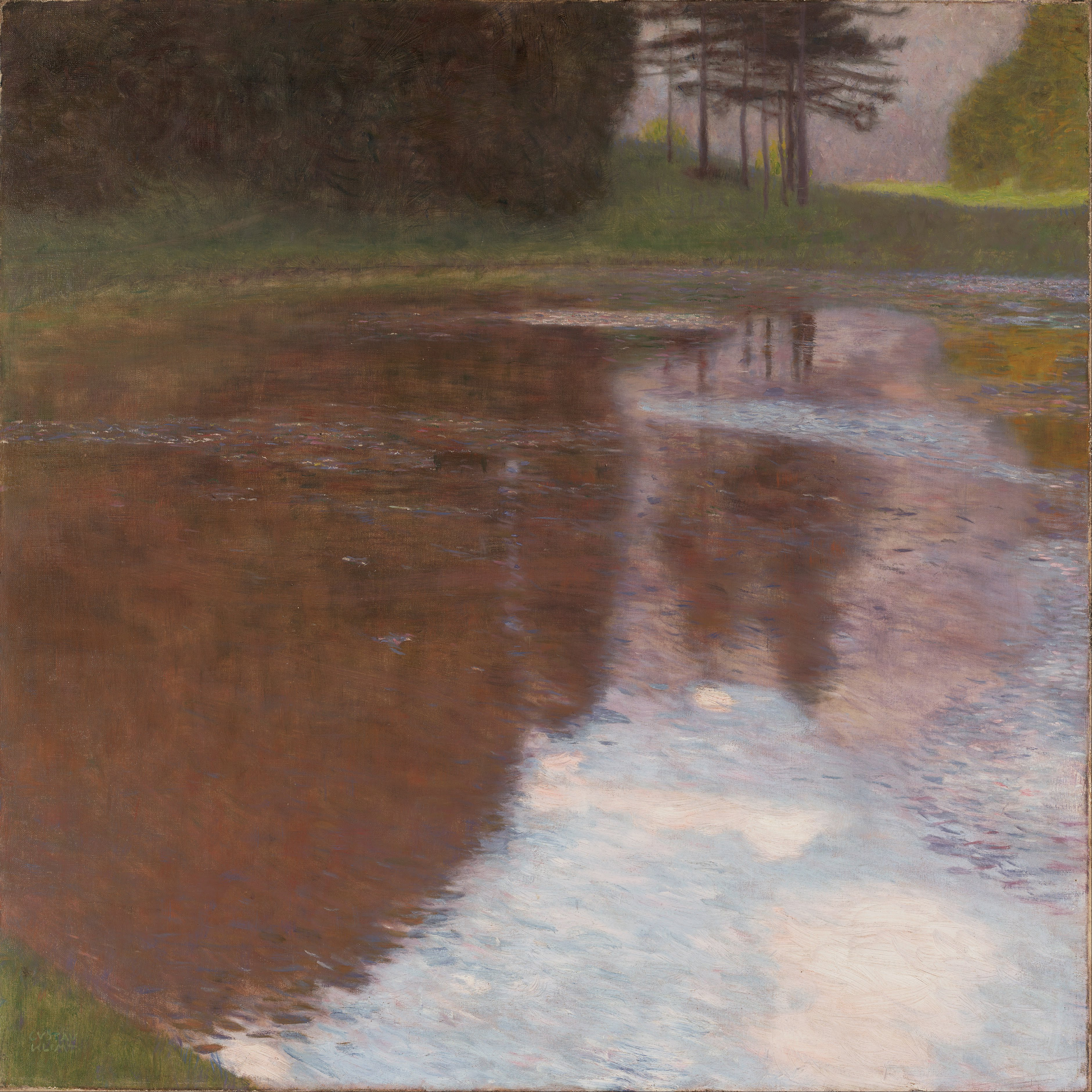
Stiller Weiher (Egelsee bei Golling, Salzburg) (Estanque tranquilo) 1899, Leopold Museum
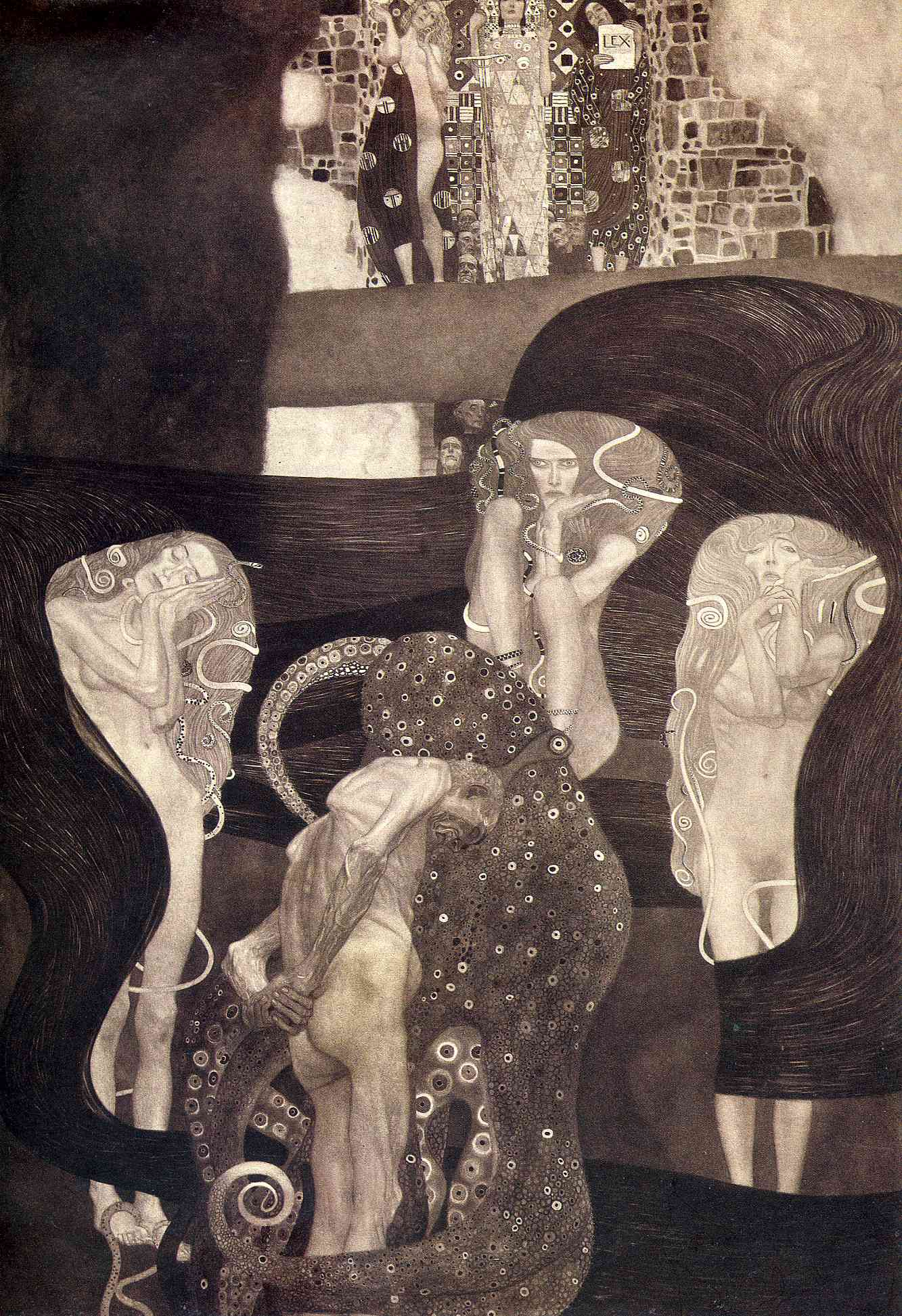
Derecho 1899–1907. Destruido en 1945
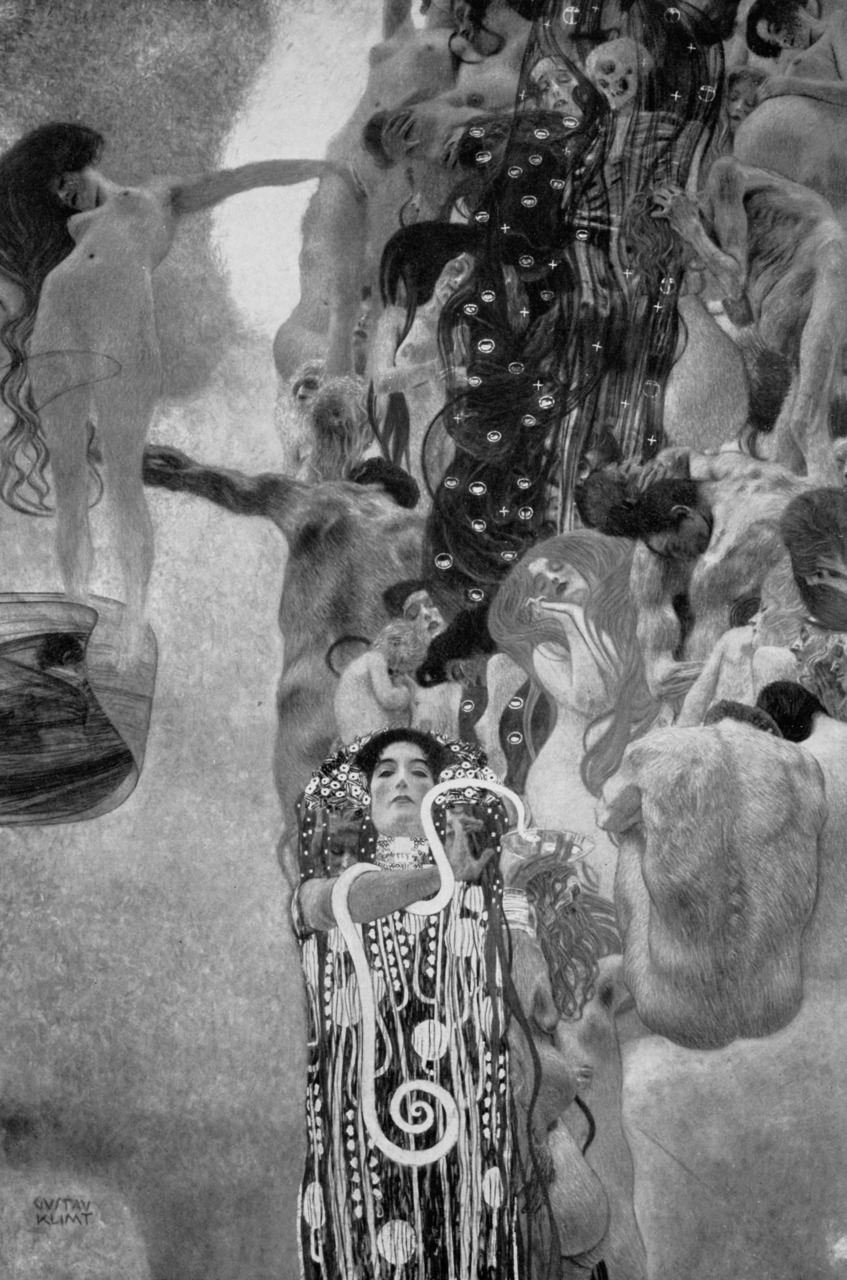
Medicina 1899-1907. Destruido en 1945
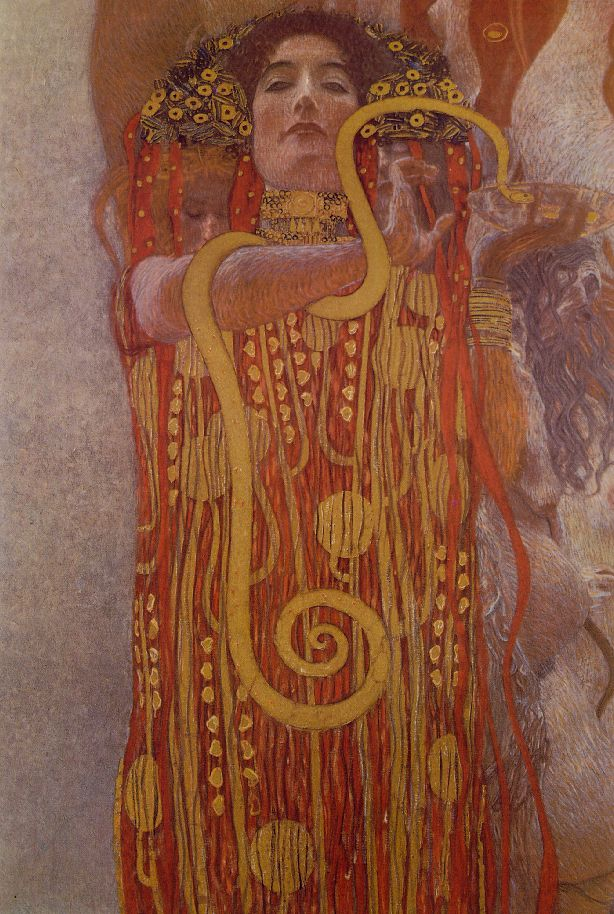
Medicina (detalle) 1899–1907. Destruido en 1945
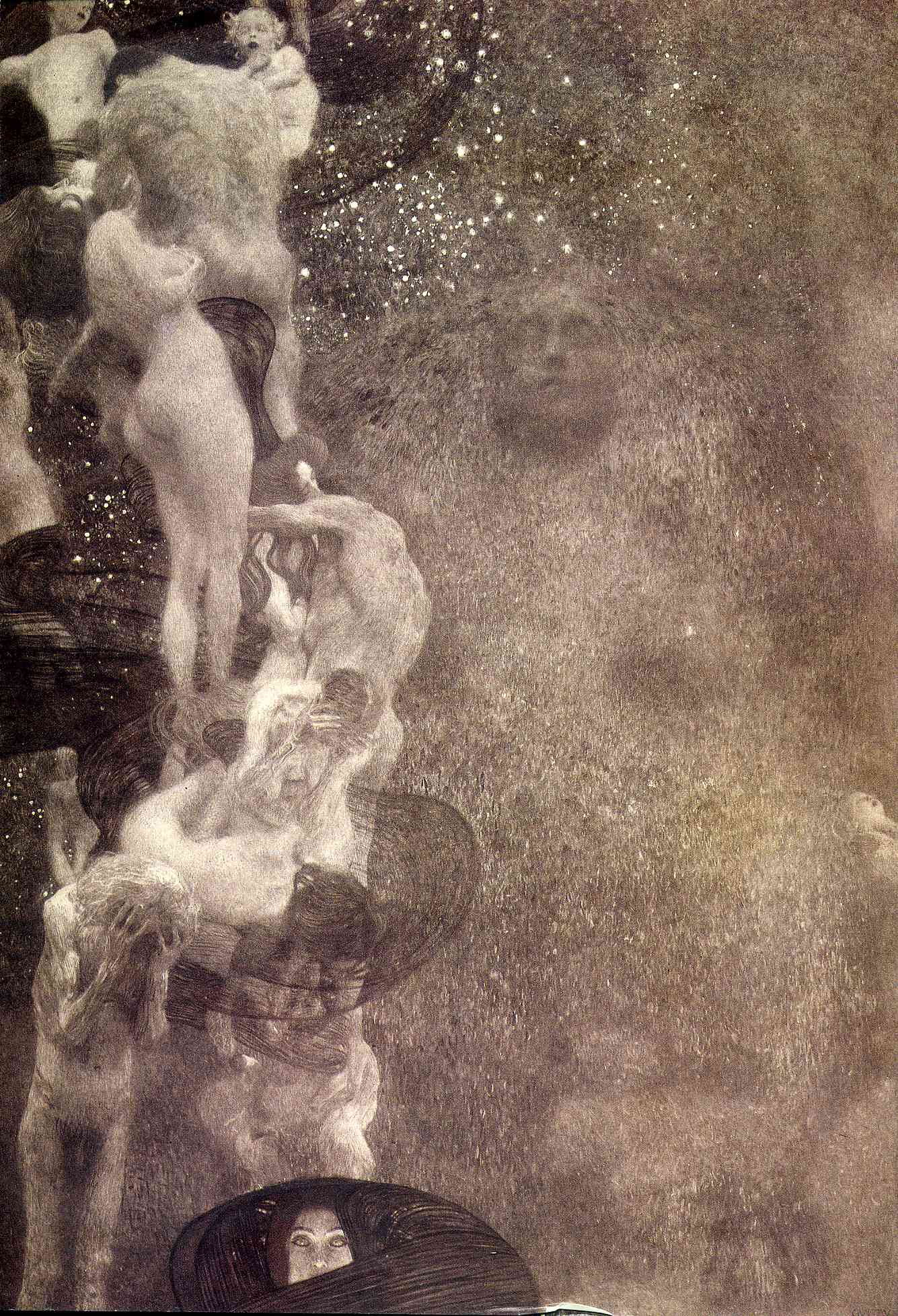
Filosofía 1899–1907. Destruido en 1945
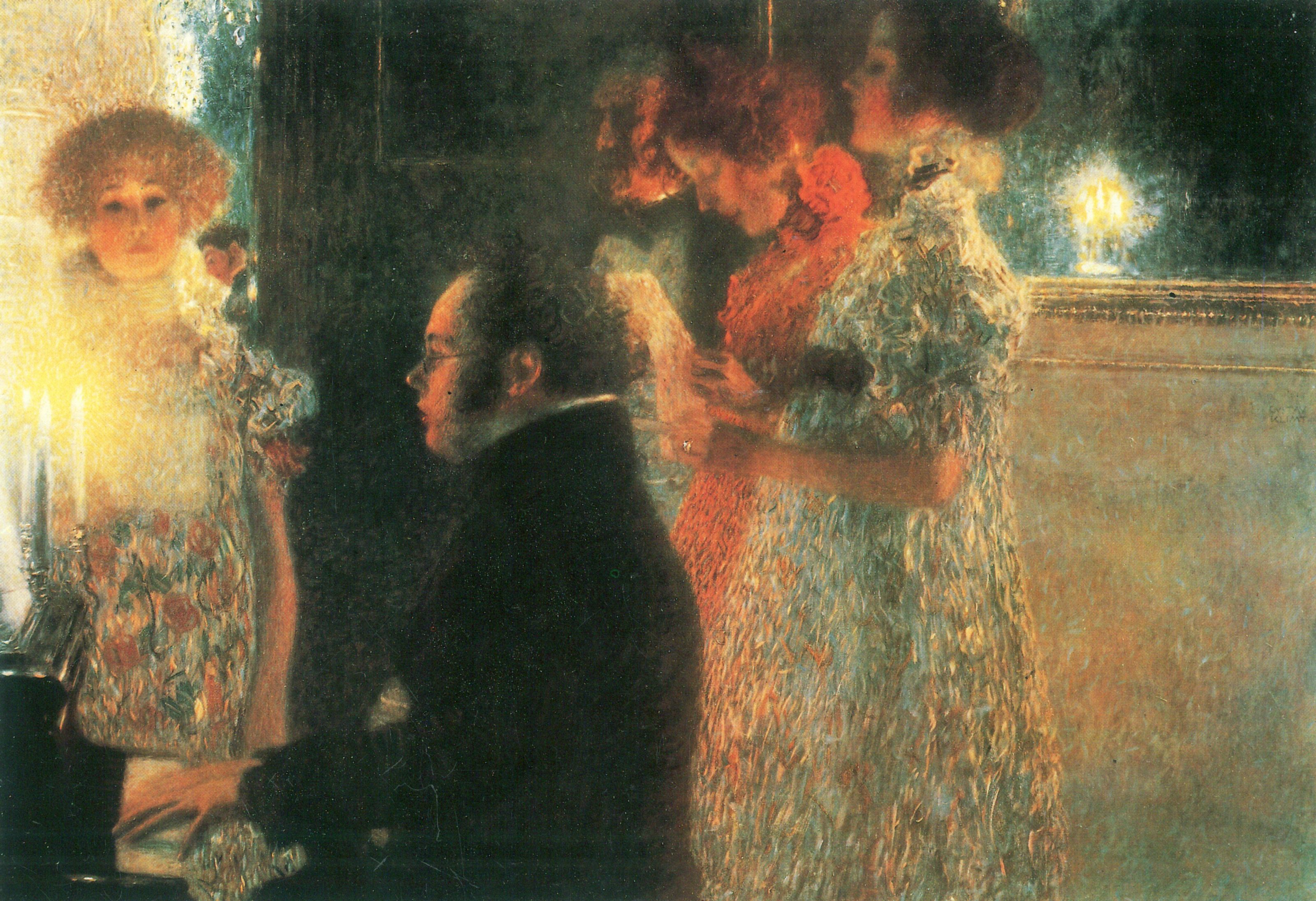
Schubert am Klavier (Schubert al piano) 1899, Destroyed 1945
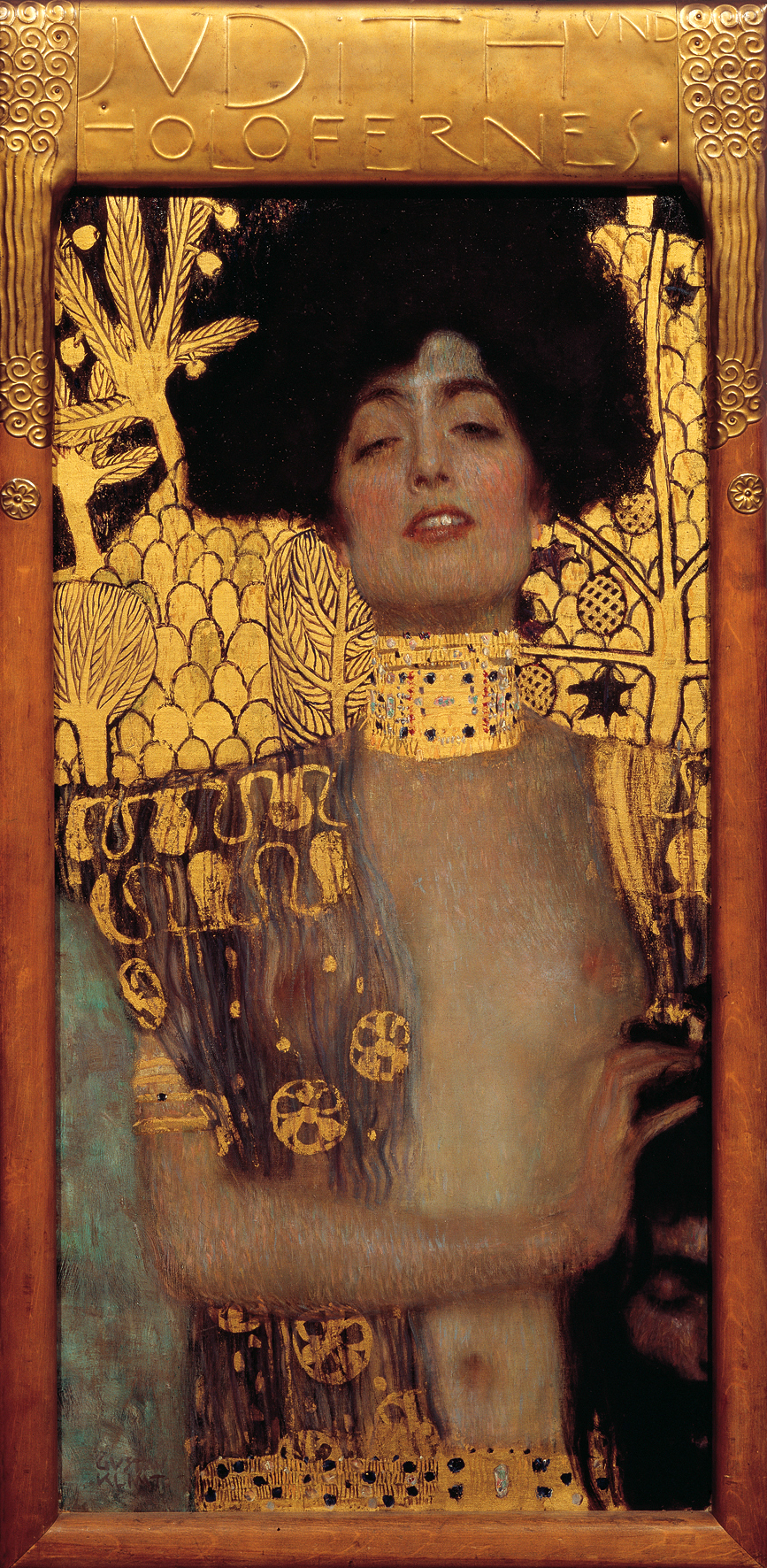
Judit I 1901, Belvedere
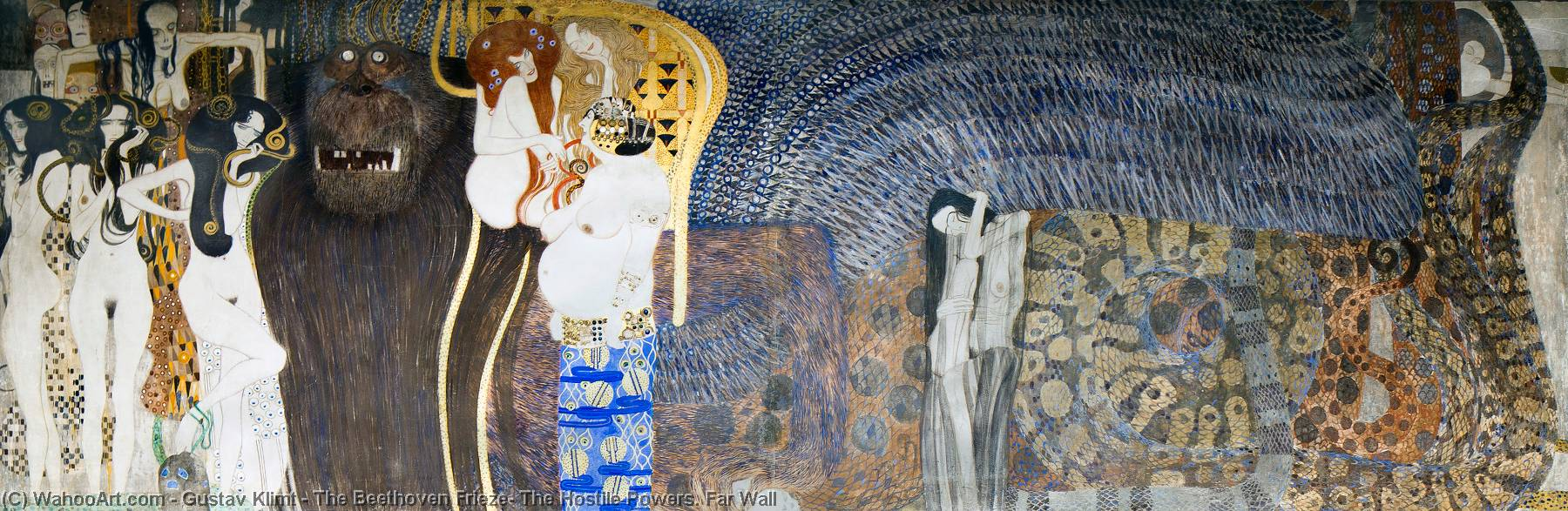
El friso de Beethoven: Los poderes hostiles 1902, Pabellón de la Secesión
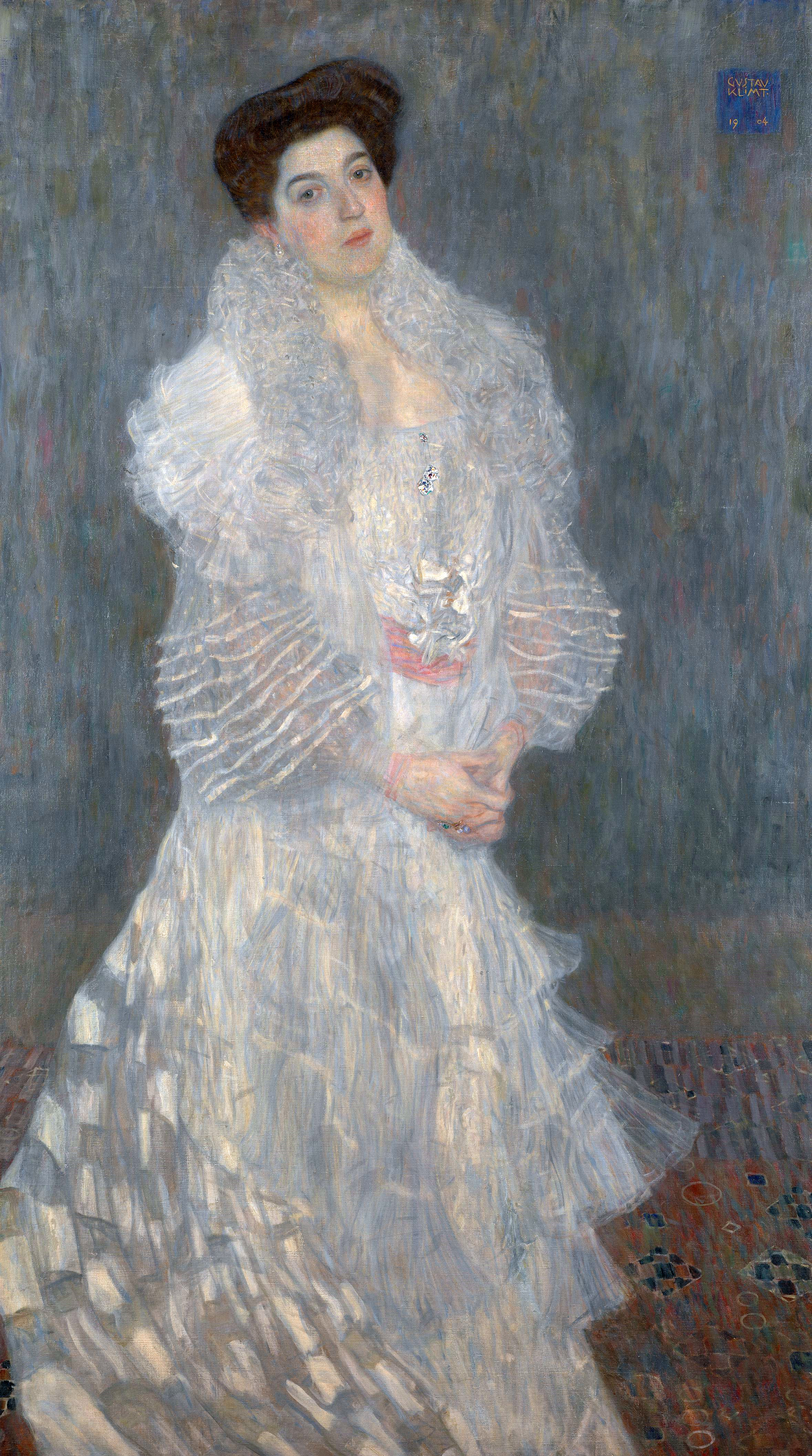
Retrato de Hermine Gallia 1904, National Gallery
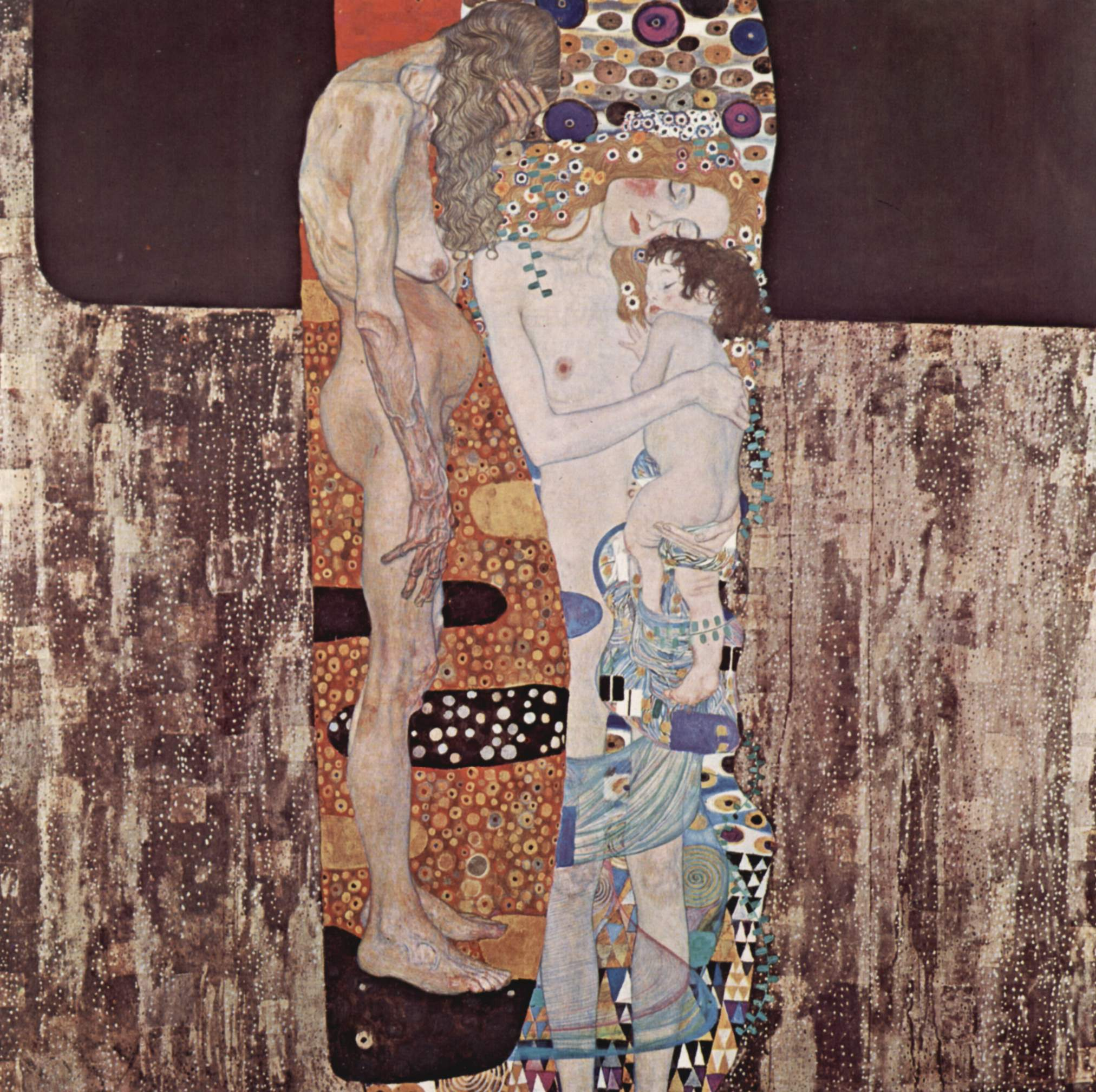
Las tres edades de la mujer 1905, Galleria Nazionale d'Arte Moderna
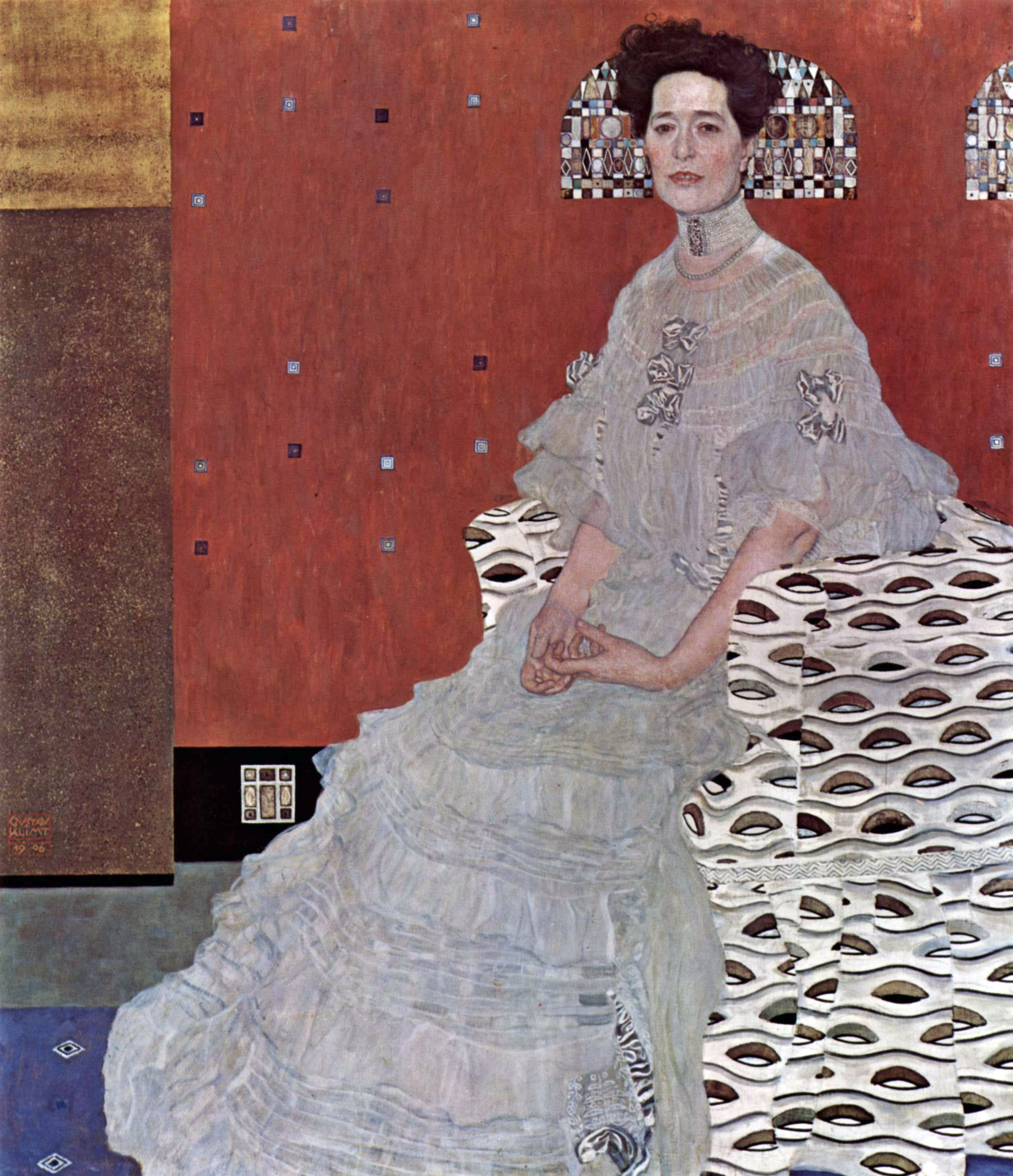
Retrato de Fritza Riedler 1906, Belvedere
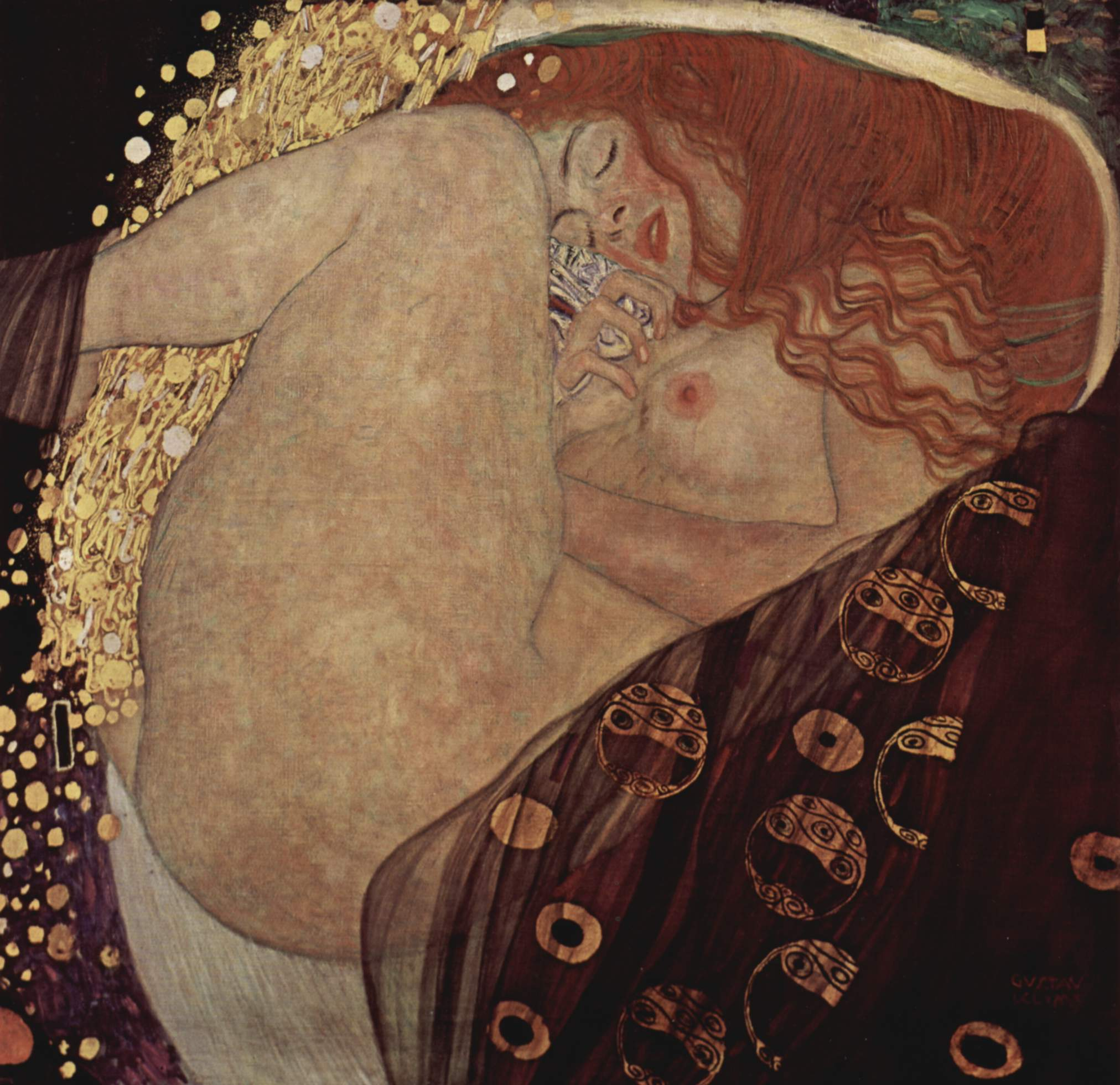
Dánae 1907, Colección privada, Vienna
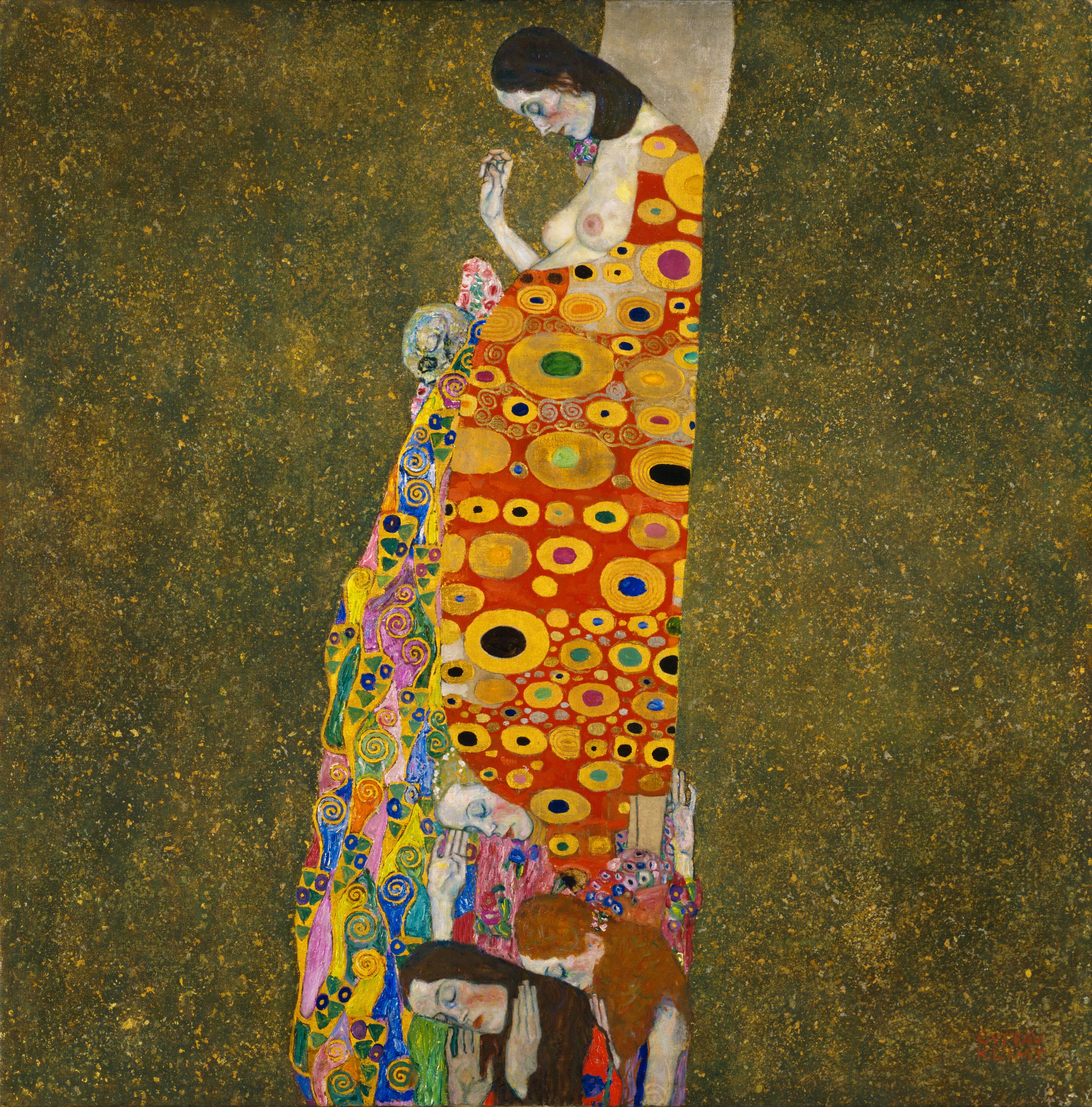
Esperanza II, 1907–08, Museum of Modern Art
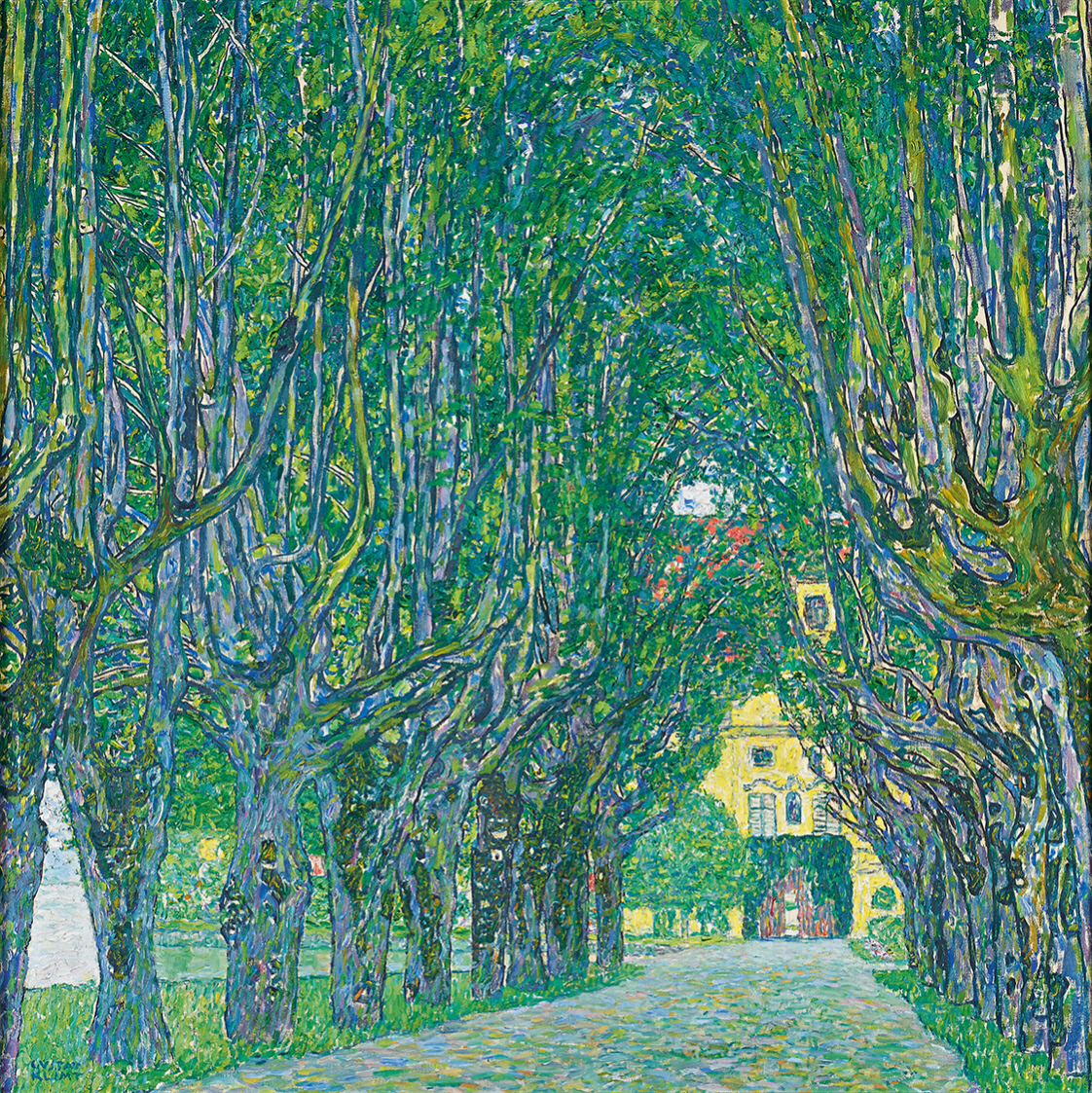
Avenida en el parque del Castillo Kammer 1912, Belvedere
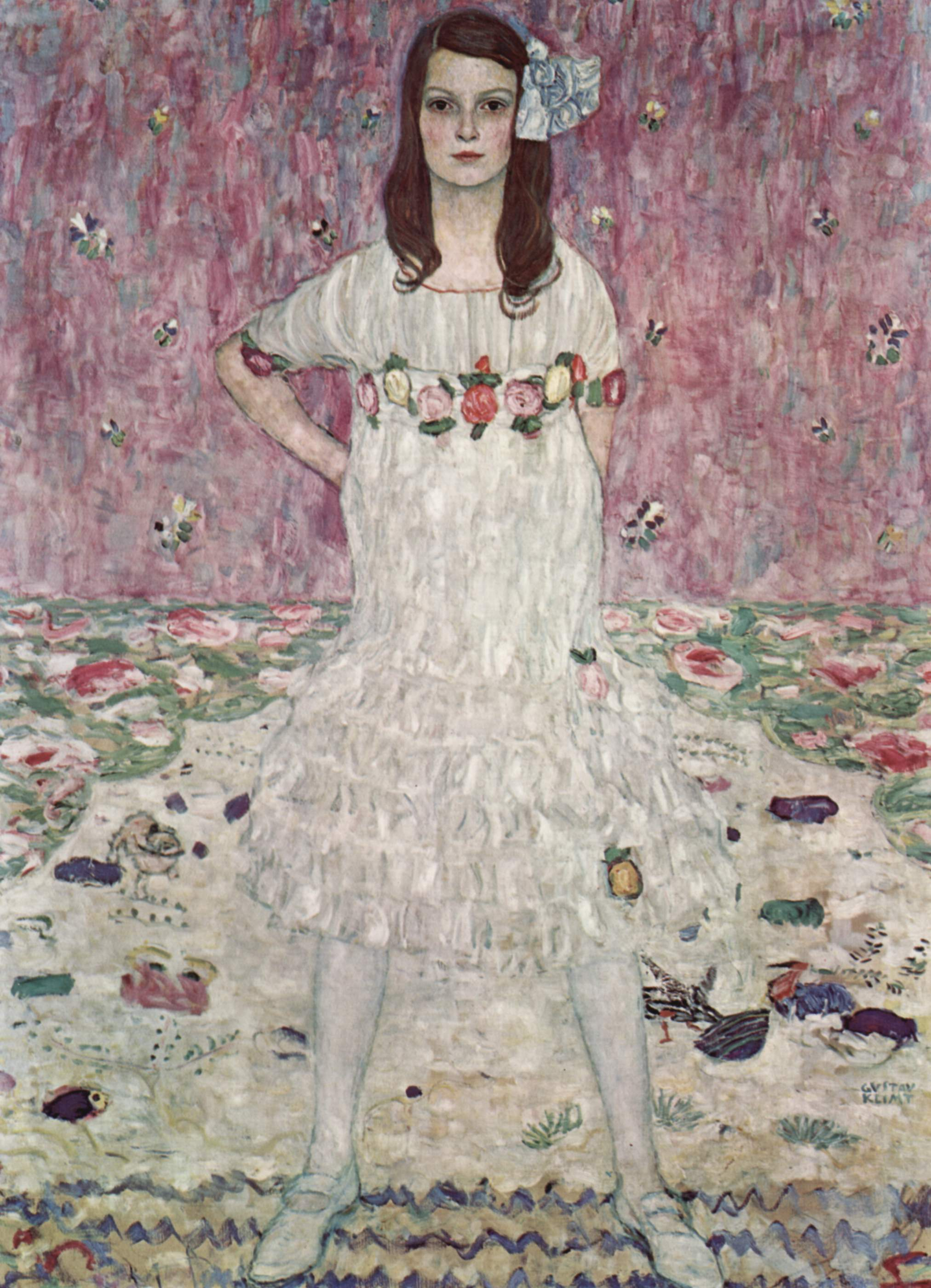
Mäda Gertrude Primavesi 1912, Metropolitan Museum of Art
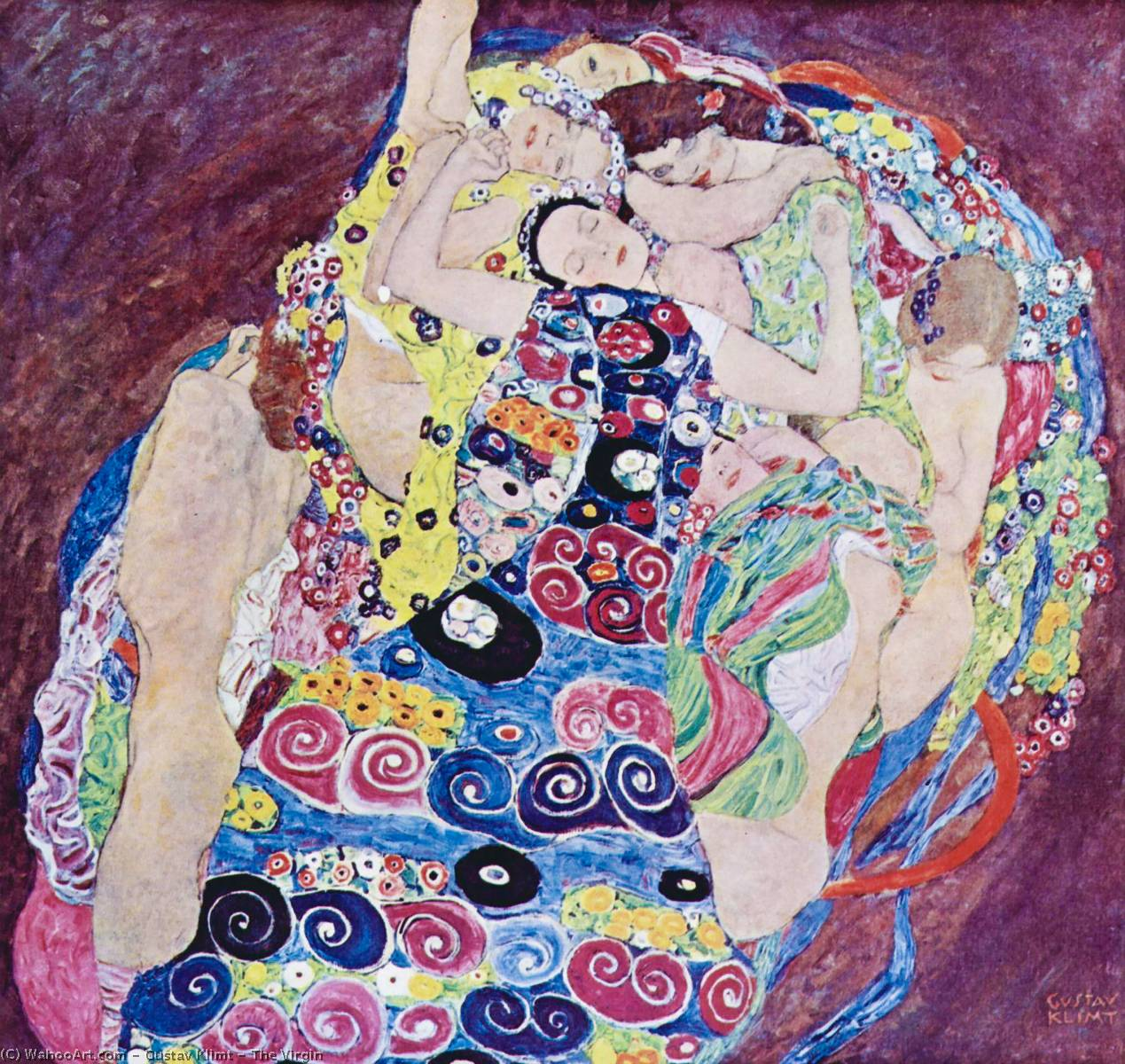
La virgen 1913, National Gallery Prague
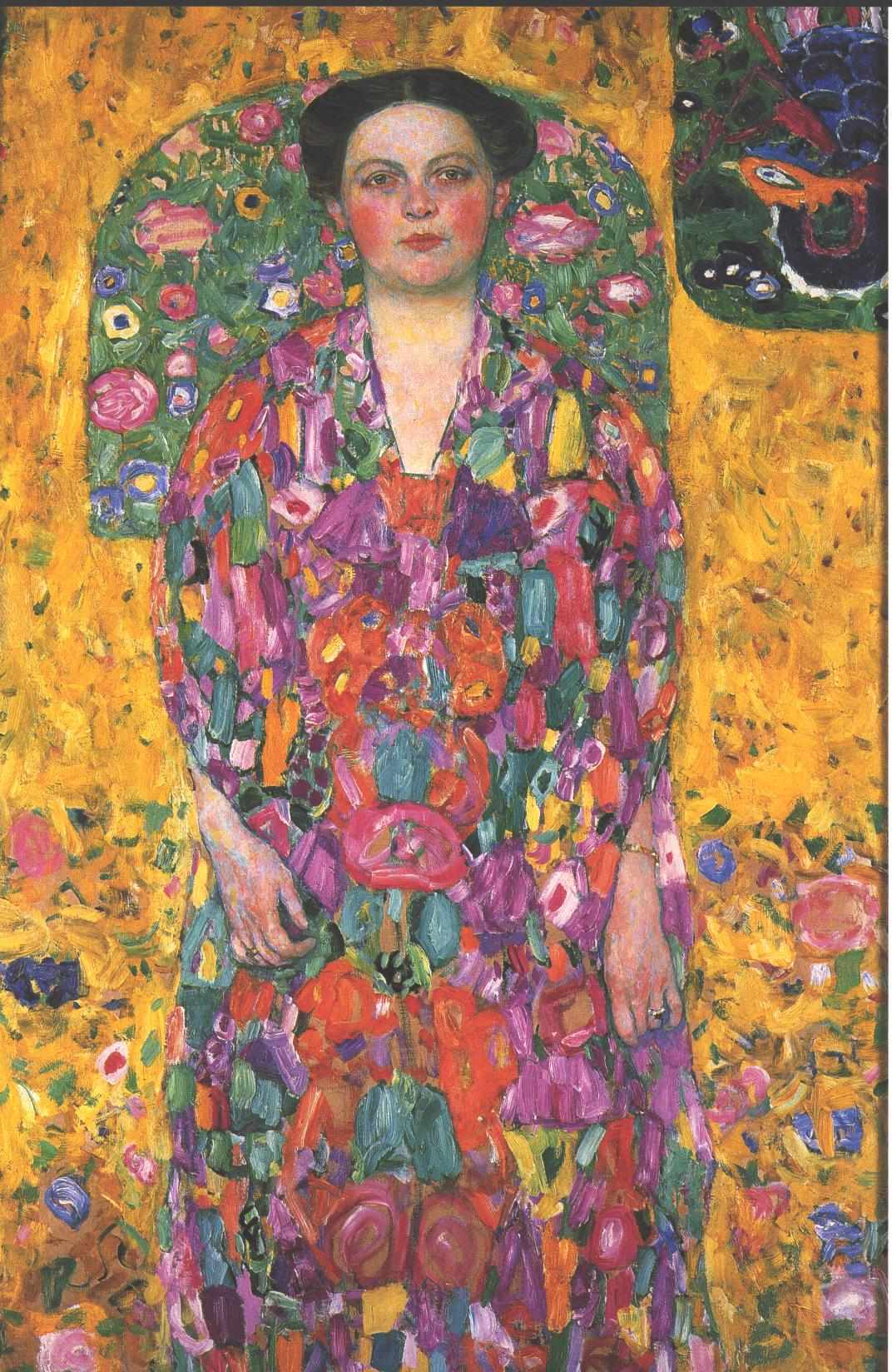
Eugenia Primavesi, 1913–14, Toyota Municipal Museum of Art
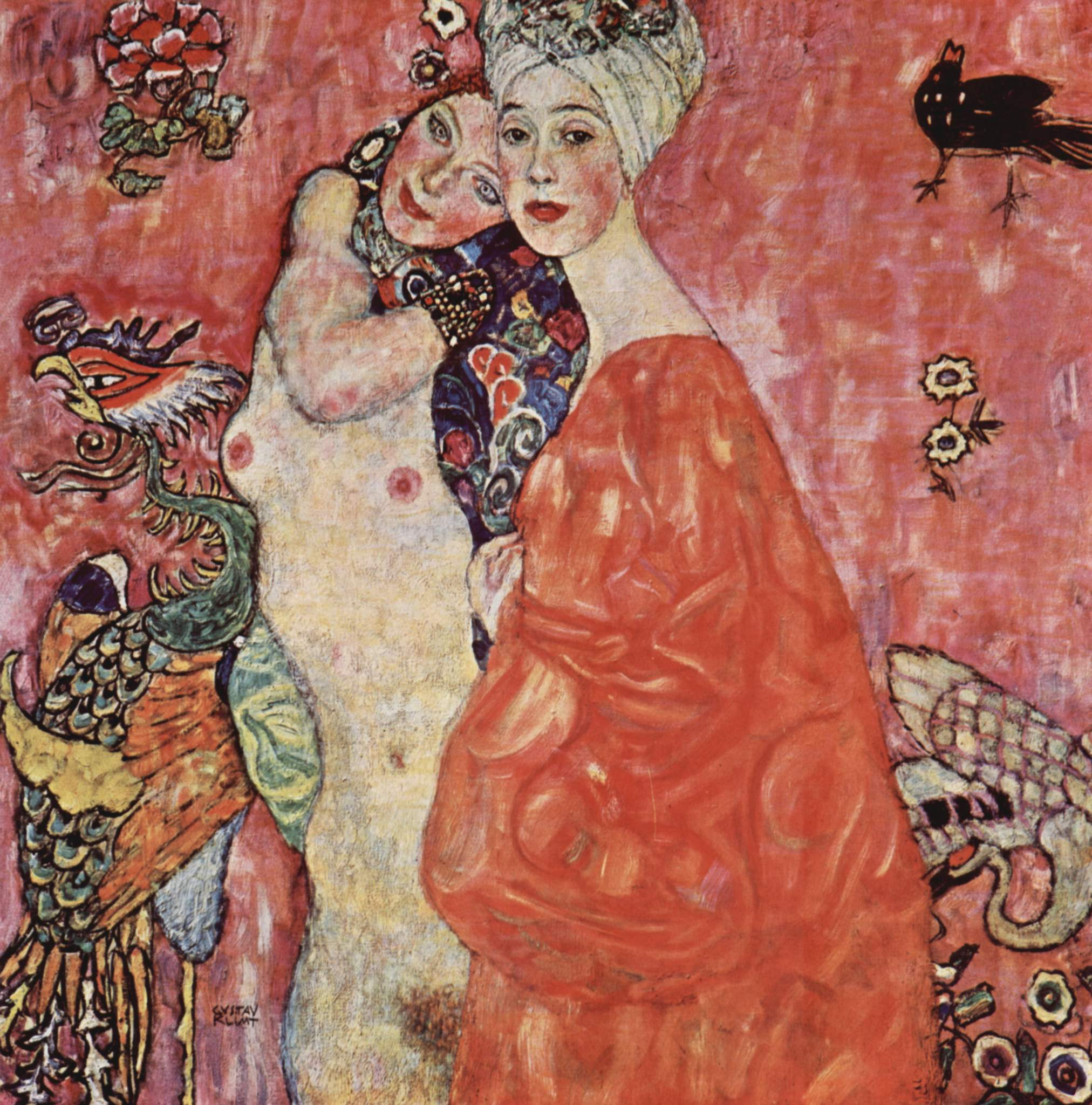
Novias o Dos amigas 1916–17, destruido
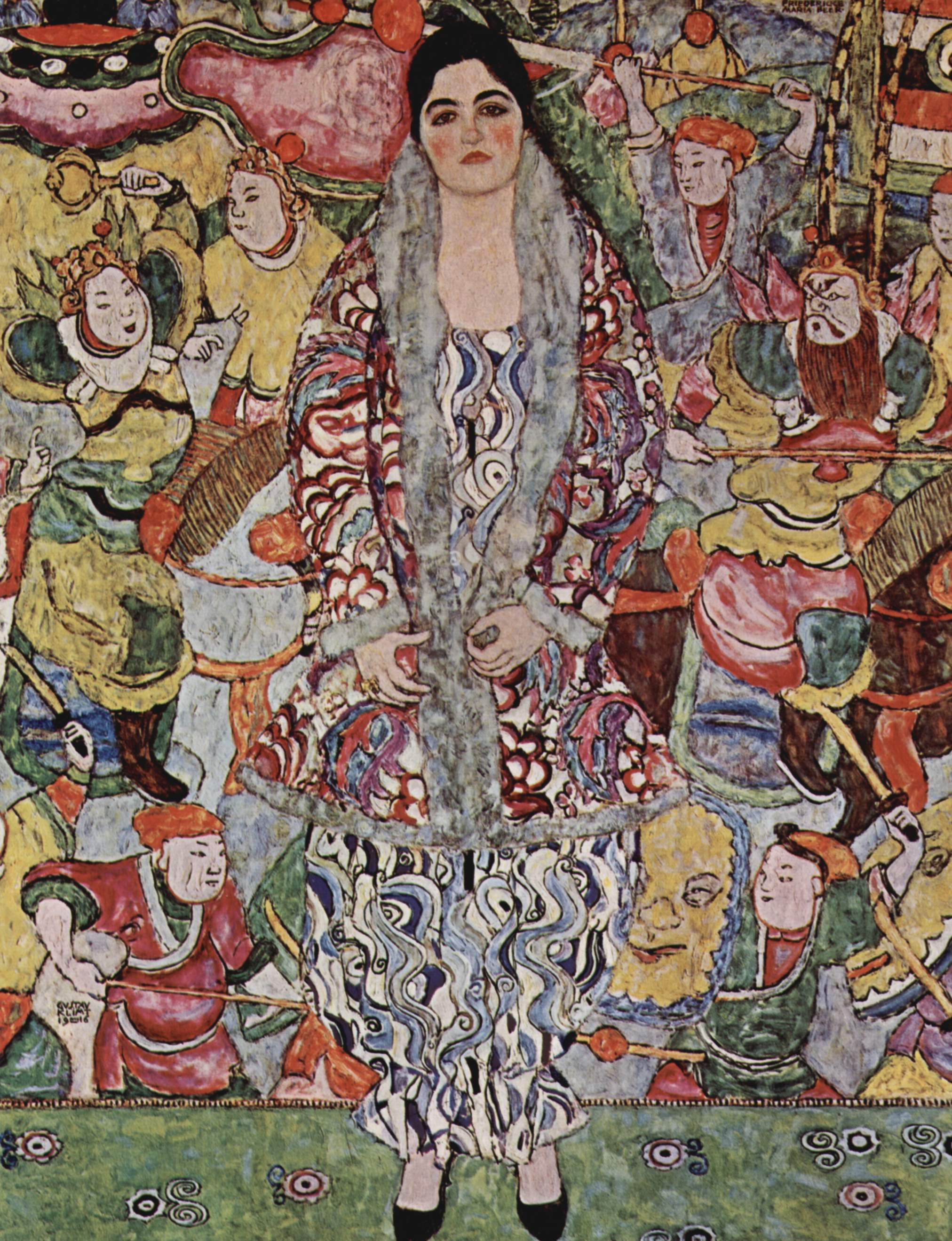
Retrato de Friederike Maria Beer, 1916, Tel Aviv Museum of Art

## Dibujos
En 1963, el Museo Albertina de Viena comenzó a investigar los dibujos de Gustav Klimt. El proyecto de investigación Gustav Klimt. Die Zeichnungen, ha estado asociado desde entonces a una intensa actividad de exposiciones y publicaciones.
Entre 1980 y 1984, Alice Strobl publicó el catálogo razonado en tres volúmenes, que registra y describe todos los dibujos de Gustav Klimt conocidos en ese momento en orden cronológico. En 1989 se publicó un volumen complementario. Al año siguiente, Strobl transfirió su trabajo a la historiadora del arte y conservadora Marian Bisanz-Prakken, que la había asistido desde 1975 en la determinación y clasificación de las obras y que continúa el proyecto de investigación hasta el día de hoy. Desde 1990, Marian Bisanz-Prakken ha redefinido, documentado y procesado científicamente unos 400 dibujos más.
Esto convierte a la Albertina de Viena en la única institución del mundo que lleva medio siglo examinando y clasificando científicamente las obras del artista. El proyecto de investigación incluye ahora información sobre más de 4.300 obras de Gustav Klimt.

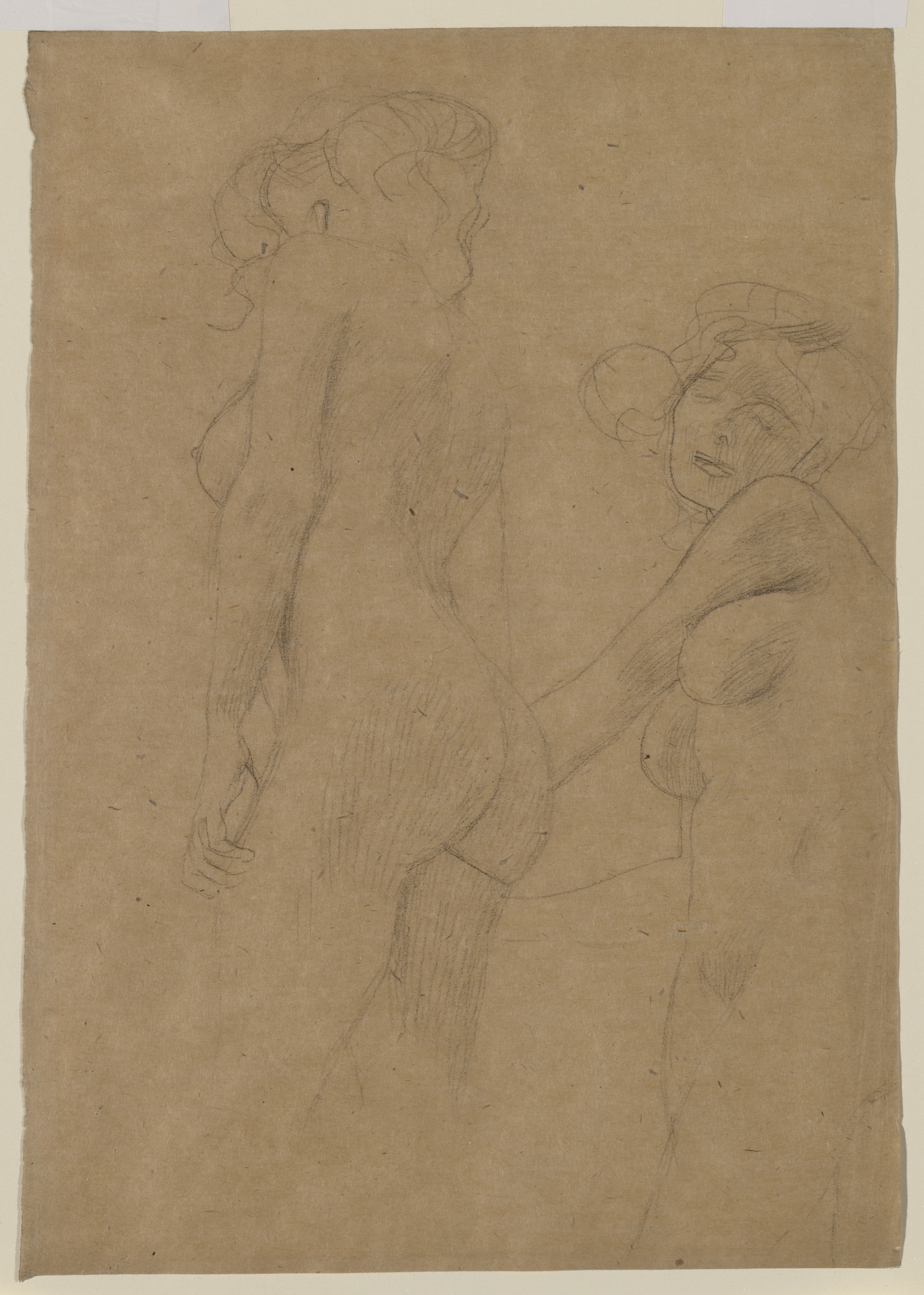
Two Female Nudes Standing, c. 1900, Solomon R. Guggenheim Museum
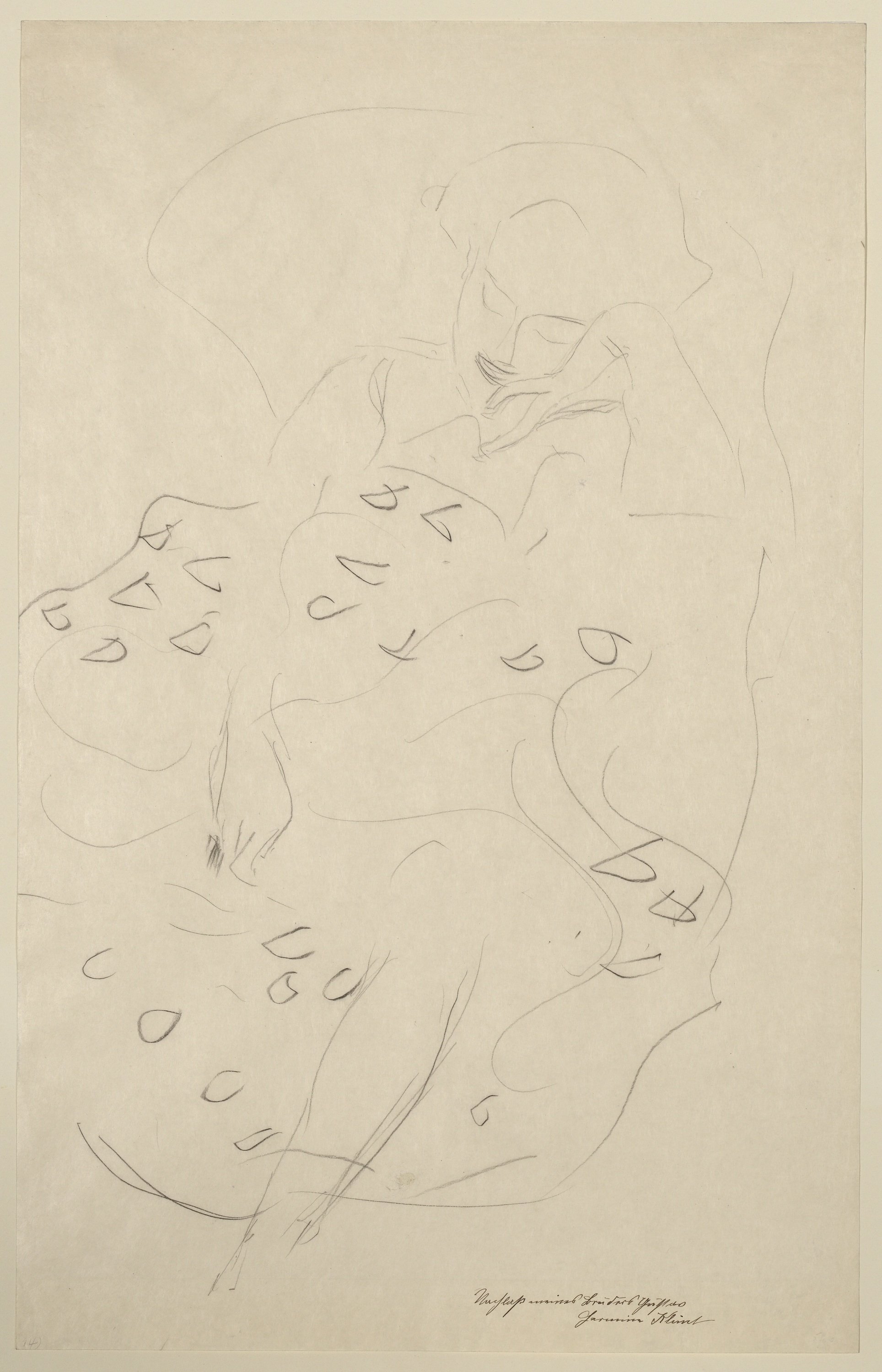
Girl Seated in a Chair, 1904, Solomon R. Guggenheim Museum
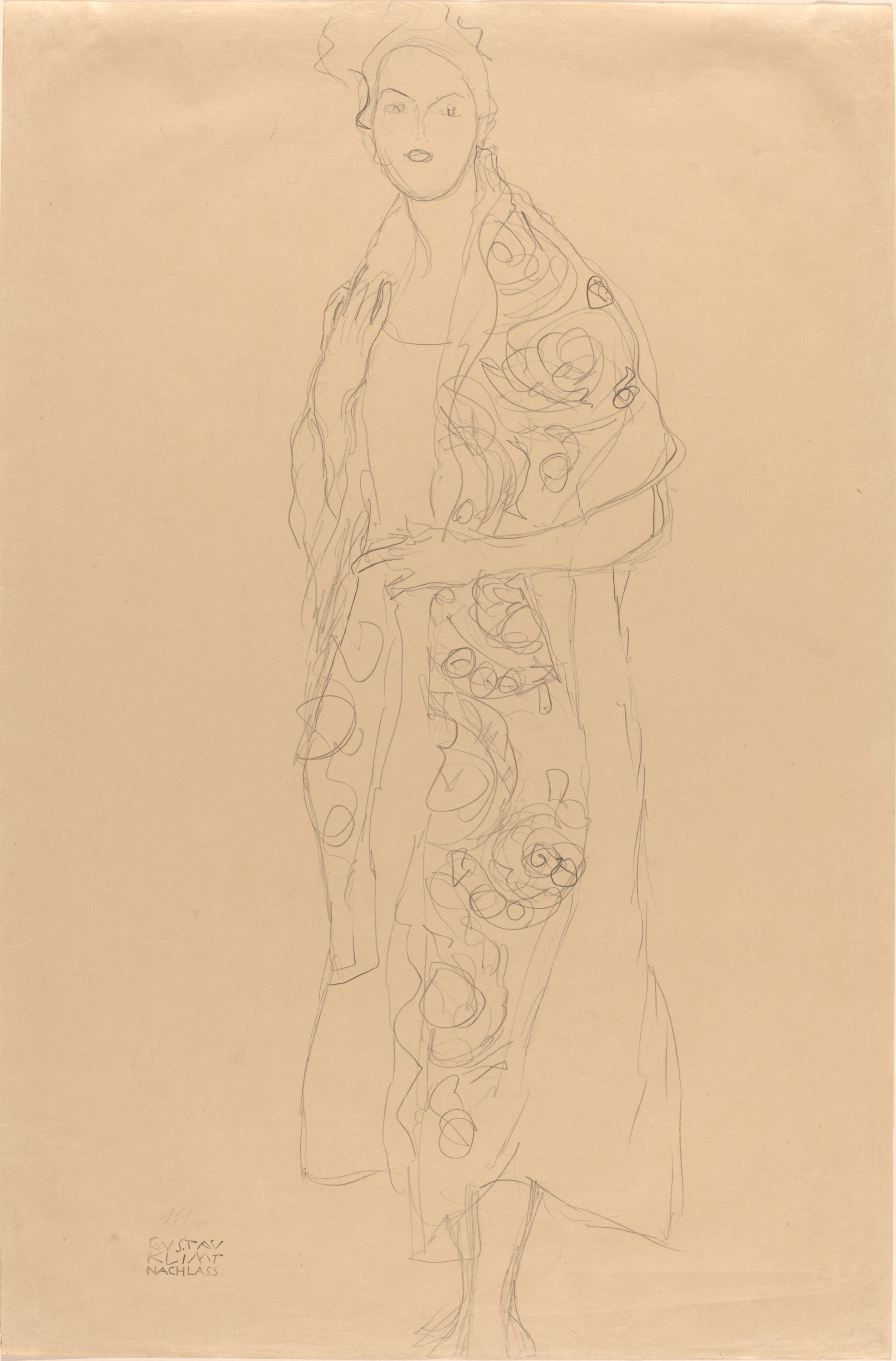
Portrait of a Woman, c. 1910, National Gallery of Art
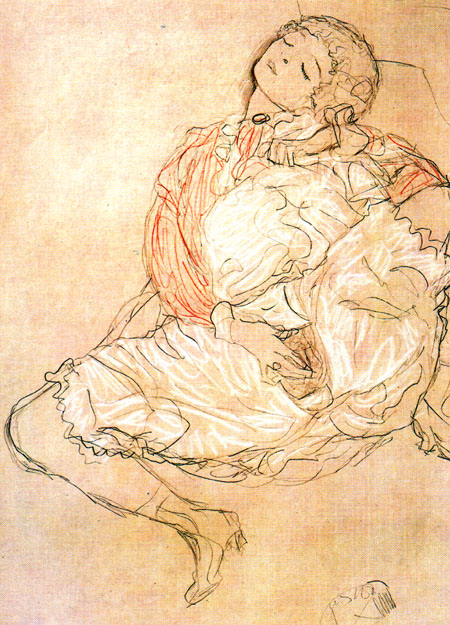
Frau bei der Selbstbefriedigung (Woman Masturbating), 1913

## Legado

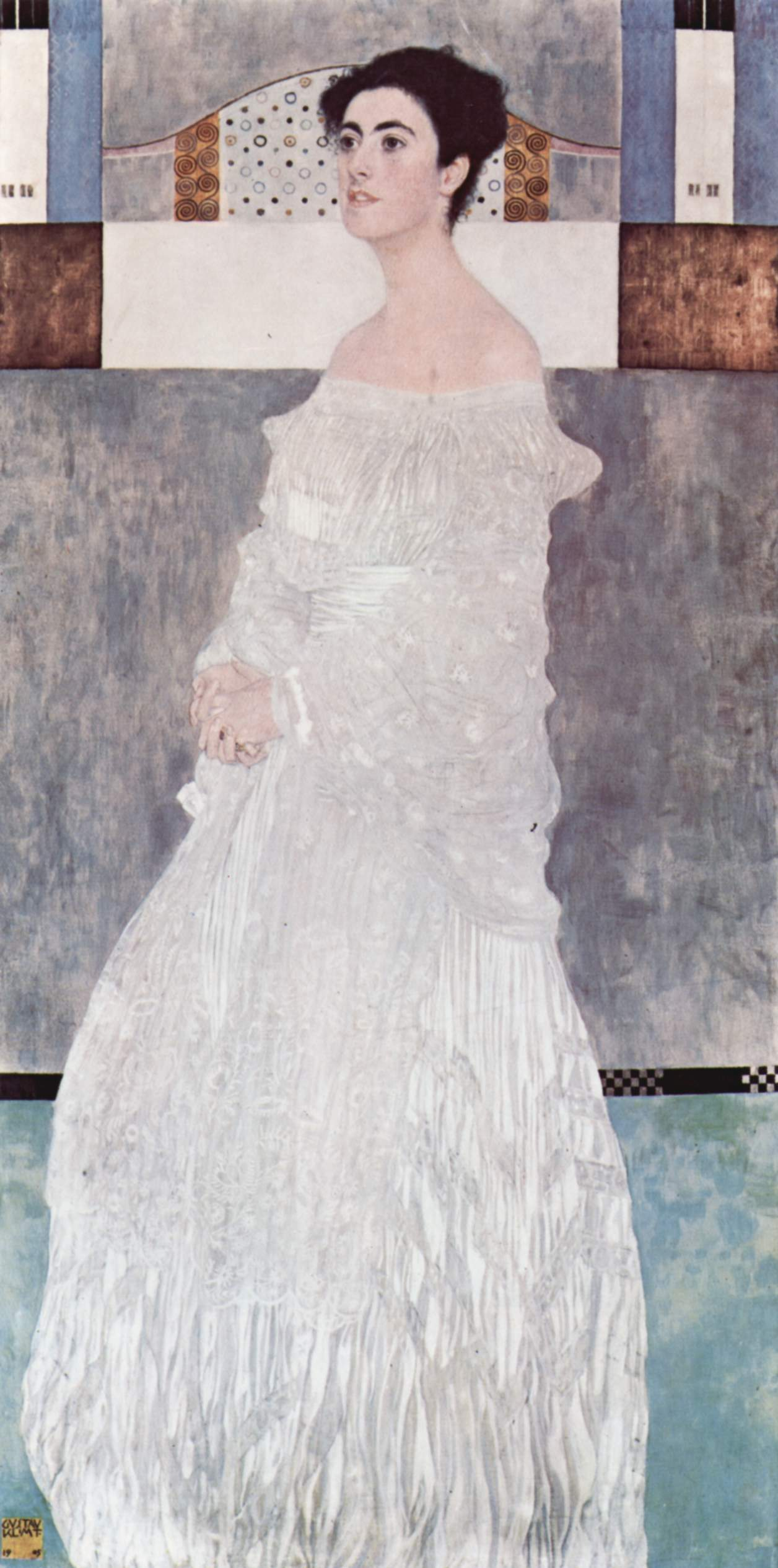
Retrato de Margaret Stonborough-Wittgenstein 180 x 90 cm (1905) Neue Pinakothek, Múnich.

La obra de Klimt tuvo una enorme influencia sobre todo el grupo de la Secesión Vienesa. En su papel de líder del grupo, Klimt no solo fue una poderosa influencia para artistas como Egon Schiele, sino que trató de apoyar la obra de estos jóvenes talentos con la institución del Kunsthalle, en 1917, con el que pretendía evitar el éxodo de artistas al extranjero. Su relación con la aristocracia y la intelectualidad vienesas le permitió un contacto estrecho con las personalidades más importantes del continente, como Oskar Kokoschka y Alma Mahler, entre otros.
Su estética inconfundible, y cierto aroma decadentista con que se suele identificar su obra, lo han convertido en un referente ineludible de la moda y la estética contemporáneas. Las astronómicas cifras alcanzadas en subastas de sus obras prueban, en cierto modo, que el éxito comercial de Klimt no ha decaído, un siglo después de su muerte. También se han realizado películas sobre su vida, incluyendo una protagonizada por John Malkovich, fue estrenada el 28 de enero de 2006 durante el Festival Internacional de Cine de Róterdam (Holanda).

## Cronología
1862
Klimt nace en Baumgarten, un suburbio de Viena. Su padre es un grabador autónomo con un pequeño estudio y modestos ingresos.
1873
Exposición Mundial de Viena en el Prater, que incluye una importante exposición de obras de arte. Claude Monet exhibe una pequeña pintura que pasa en gran medida desapercibida. Otras importantes exposiciones de arte internacional se realizan en el Kunstlerhaus y en la bsterreichischer Kunstverein (Sociedad de Arte Austríaca), presentando obras clave de Gustave Courbet.
1874
Primera exposición en París de obras de un grupo de artistas que luego serían conocidos como los impresionistas.
1876
Klimt comienza su educación en la Kunstgewerbeschule (Escuela de Artes Aplicadas) en Viena.
1878
Después de dos años asistiendo al curso preparatorio, Klimt es aceptado en la clase de Ferdinand Laufberger en la escuela de pintura. Comienza a colaborar con su hermano menor Ernst y su amigo mutuo, Franz Matsch. Incluso como estudiantes, trabajan juntos en importantes encargos. Comienzan a aparecer informes sobre las exposiciones de los impresionistas en la prensa vienesa.
1880
Rodin comienza a trabajar en los diseños de su obra maestra, "Las Puertas del Infierno", en la que continuaría trabajando hasta poco antes de su muerte.
1883
En verano, Klimt completa sus estudios en la Escuela de Artes Aplicados de Viena y establece un estudio conjunto con su hermano Ernst y Franz Matsch. Se celebra una importante Exposición Internacional de Arte en Múnich; el Kunstlerhaus de Viena muestra reproducciones de obras maestras de toda Europa. Las pinturas de techo para el teatro de la ciudad de Liberec, un proyecto conjunto de los hermanos Klimt y Franz Matsch, revelan por primera vez la influencia de un maestro del oeste de Europa, Alexandre Cabanel, en el trabajo de Klimt. Muerte de Edouard Manet y Eva Gonzales en París.
1884
Muerte de Hans Makart, el artista preeminente de Viena. Georges Seurat desarrolla el puntillismo.
1886
Las pinturas de techo para las grandes escaleras del Burgtheater son el primer encargo importante en Viena otorgado al taller de Klimt y Matsch. Los artistas comienzan a interesarse por Lawrence Alma-Tadema y se alejan de la influencia de Hans Makart. Se forma la Escuela de Pont-Aven en torno a Paul Gauguin.
1888
Es muy probable que Klimt viaje a la Exposición Internacional de Arte en Múnich, que incluye numerosas obras clave de James McNeil! Whistler. Vincent van Gogh y Paul Gauguin trabajan juntos en Arles durante nueve semanas. En París, emergen los Nabis como un grupo de artistas centrados en Pierre Bonnard y Edouard Vuillard.
1890
Klimt se establece como el principal pintor de Viena. Primer viaje a Venecia. Lawrence Alma-Tadema sigue siendo su principal fuente de inspiración para las pinturas en la escalera del Kunsthistorisches Museum. También se puede identificar la influencia de las obras de Frederic Leighton. Muerte de Vincent van Gogh en Auvers-sur-Oise.
1892
Fundación de la Secesión de Múnich. Las obras de Franz von Stuck, su cofundador, se exhiben en el Kunstlerhaus de Viena y causan sensación. La primera exposición de Edvard Munch en Berlín termina en escándalo. La muerte del padre de Klimt, seguida de la de su hermano Ernst, sume a Klimt en una profunda crisis personal.
1894
La Tercera Exposición Internacional de Arte en el Kunstlerhaus de Viena muestra apenas arte moderno. La insatisfacción con este ambiente conservador aumenta entre los jóvenes artistas y críticos. En diciembre, Franz von Stuck expone nuevamente en el Kunstlerhaus de Viena, esta vez con la Secesión de Múnich. Estas impresiones llevan a Klimt a alejarse de la pintura académica. Pinta sus primeras obras que revelan un enfoque completamente nuevo del color, emulando a Stuck y otros pintores modernos.
1897
En abril, Klimt y un grupo de artistas progresistas abandonan el Kunstlerhaus y fundan la Secesión de Viena. En verano, Klimt ve por primera vez pinturas de Claude Monet en la Exposición Internacional de Arte en el Glaspalast de Múnich.
1898
La primera exposición de la Secesión presenta una visión general del arte contemporáneo en Europa con la obra de 131 artistas extranjeros. Klimt encuentra nuevas fuentes de inspiración en el arte de Auguste Rodin y Fernand Khnopff. Desde abril, se muestran pinturas de Claude Monet en la exposición jubilar del Kunstlerhaus, la primera aparición del artista en Viena desde 1873. Poco después, Klimt pinta sus primeros paisajes durante sus vacaciones de verano en el Salzkammergut. Klimt se convierte en miembro correspondiente tanto de la Secesión de Múnich como de la International Society of Sculptors, Painters and Gravers en Londres.
1899
La tercera exposición de la Secesión se inaugura en enero mostrando pinturas puntillistas de Theo van Rysselberghe. En mayo, mientras viaja a Italia, Klimt visita la Bienal de Venecia, donde se exhiben dos de sus pinturas. Allí ve obras de James McNeill Whistler, Claude Monet, Ferdinand Hodler y Margaret Macdonald Mackintosh, todas de gran importancia para su desarrollo posterior como artista. Giovanni Segantini muere en Pontresina.
1900
Comienza la tormenta mediática en torno a las Pinturas de la Facultad de Klimt. Klimt exhibe Filosofía, Sonja Knips y Palas Atenea en la Exposición Universal de París y gana una medalla de oro. Su viaje planeado a la capital francesa es cancelado. La séptima exposición de la Secesión trae a Viena el arte de Paul Signac, Fernand Khnopff y Jan Toorop; la octava exposición incluye obras de George Minne y el Glasgow Four, el colectivo centrado en Margaret Macdonald Mackintosh y Charles Rennie Mackintosh.
1901
La novena exposición de la Secesión presenta a Giovanni Segantini y Auguste Rodin. En otoño, Klimt crea el Friso de Beethoven, aunque esto no se muestra hasta 1902. En diciembre, la duodécima exposición de la Secesión trae a Viena obras de Jan Toorop, Edvard Munch, Akseli Gallen-Kallela y Ferdinand Hadler. Muerte de Henri de Toulouse-Lautrec.
1902
La Exposición de Beethoven, con el famoso Friso de Beethoven de Klimt, se lleva a cabo de abril a junio en la Secesión de Viena. Klimt y Auguste Rodin se conocen en Viena durante esa exposición.
1903
A comienzos de año, la Secesión presenta una exposición completa sobre el Impresionismo, con obras importantes de todos sus principales exponentes. También incluye el Postimpresionismo y el Neo-Impresionismo. Los nombres de artistas como Paul Gauguin, Paul Cezanne, Edouard Vuillard y Pierre Bonnard aparecen por primera vez en la prensa austriaca como resultado. Fundación del Wiener Werkstätte en mayo. En noviembre, se inaugura la primera gran exposición individual de Klimt en la Secesión. Después de esto, viaja a Venecia, Rávena y otros destinos en el norte de Italia. James McNeill Whistler muere en Londres; Paul Gauguin muere en la Polinesia Francesa.
1904
La decimonovena exposición de la Secesión se centra en obras de Ferdinand Hadler, Cuno Amiet, Akseli Gallen-Kallela y Edvard Munch.
1905
Una exposición de obras de Aubrey Beardsley se lleva a cabo en la Galerie Miethke en enero. En mayo, Klimt viaja a Berlín para la segunda exposición del Deutscher Künstlerbund (Asociación de Artistas Alemanes). Tiene su propia sala en la exposición y recibe el Premio Villa Romana. Al mismo tiempo, se muestra una exposición de Van Gogh en Kunstsalon Cassirer en Berlín. Carl Moll se convierte en director artístico de Galerie Miethke. Las disputas internas resultantes hacen que Klimt y sus seguidores abandonen la Secesión. Moll transforma Galerie Miethke en el principal lugar de encuentro para el arte moderno internacional en Viena. Henri Matisse, André Derain y Maurice de Vlaminck desarrollan el Fauvismo. Se forma el grupo artístico Die Brücke (El Puente) en Dresde.
1906
Galerie Miethke presenta una importante exposición de Van Gogh en enero. Klimt viaja a Londres, Bruselas, Berlín y Dresde. Paul Cézanne muere en Aix-en-Provence.
1907
Klimt termina su retrato de Adele Bloch-Bauer I ("Adele Dorada"); Pablo Picasso completa su obra maestra temprana Les Demoiselles d'Avignon. En marzo y abril, se lleva a cabo una importante exposición de Gauguin en Galerie Miethke, que también incluye obras de Paul Cézanne, Georges Seurat, Henri Matisse y otros artistas franceses modernos. Klimt viaja a Berlín en noviembre.
1908
Klimt y su círculo, el llamado Grupo Klimt, organizan la Wiener Kunstschau. Auguste Rodin exhibe ochenta dibujos en Kunstsalon Heller en Viena.
1909
En la lnternationale Kunstschau, el Grupo Klimt nuevamente reúne tendencias modernas en el arte europeo, incluyendo obras de Vincent van Gogh y Henri Matisse. Entre mediados de octubre y principios de noviembre, Klimt y Carl Moll viajan a París, Madrid y Toledo. Klimt visita el Salon d'Automne, en el cual se exhiben obras de Matisse. También visita muchas colecciones públicas y privadas, donde admira el arte de Édouard Manet y Paul Cézanne. Exposición de Toulouse-Lautrec en Galerie Miethke (mediados de octubre a finales de noviembre). Matisse publica sus "Notas de un pintor" en la revista Kunst und Künstler. Estas nuevas experiencias conducen al fin del Período Dorado de Klimt y a un dramático cambio estilístico hacia su obra tardía más expresiva.
1910
Exposición de obras de Édouard Manet y Claude Monet en Galerie Miethke. En la novena Bienal de Venecia, se dedica una sala al arte de Klimt. Fundación del movimiento Futurista en Italia.
1911
En marzo, viaje a la Exposición Internacional de Arte en Roma, donde se dedica una sala a Klimt. En otoño, Klimt se muda a su último estudio en el distrito de Hietzing en Viena. A finales de año, Wassily Kandinsky publica su manifiesto "Sobre lo espiritual en el arte".
1912
Klimt termina su friso de mosaico para el Palais Stoclet en Bruselas. Pinta a Adele Bloch-Bauer II y a Paula Zuckerkandl, los primeros retratos en el estilo de su obra tardía. Ambos están significativamente inspirados en el arte chino aplicado. En París, František Kupka es el primer artista en mostrar una pintura abstracta en una exposición pública.
1913
A comienzos del año, se lleva a cabo la exposición New Art en Galerie Miethke, con obras de Vincent van Gogh, Paul Cézanne, Paul Signac y la nueva generación de artistas, incluyendo a Pablo Picasso, André Derain y Kees van Dongen.
1914
Galerie Miethke organiza una exposición de Picasso (febrero a marzo) y otra de Derain (marzo a abril). En mayo, Klimt viaja a Bruselas, donde admira el arte tradicional africano en el Museo del Congo. Estalla la Primera Guerra Mundial mientras Klimt está de vacaciones en el lago Attersee. El intercambio artístico con Europa Occidental se detiene efectivamente.
1917
Klimt participa en exposiciones en Nuremberg, Estocolmo y Copenhague. Comienza a trabajar en su última gran pintura, La Novia, que quedará inconclusa a su muerte. Edgar Degas muere en París.
1918
Klimt sufre un derrame cerebral en la mañana del 11 de enero. En el hospital enferma gravemente de neumonía y fallece el 6 de febrero.

## Obras seleccionadas

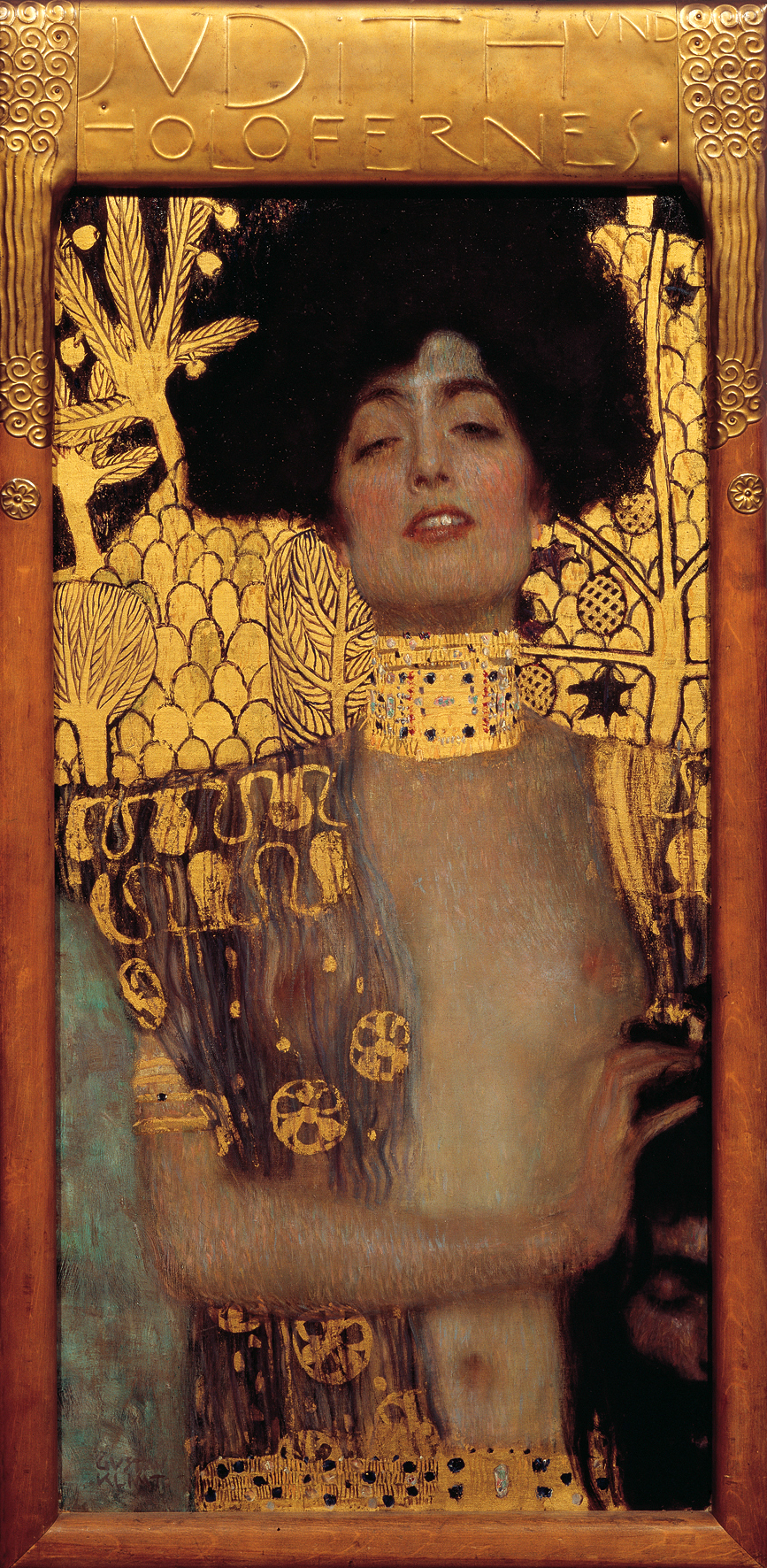
Judit I, 1901. Belvedere, Viena.

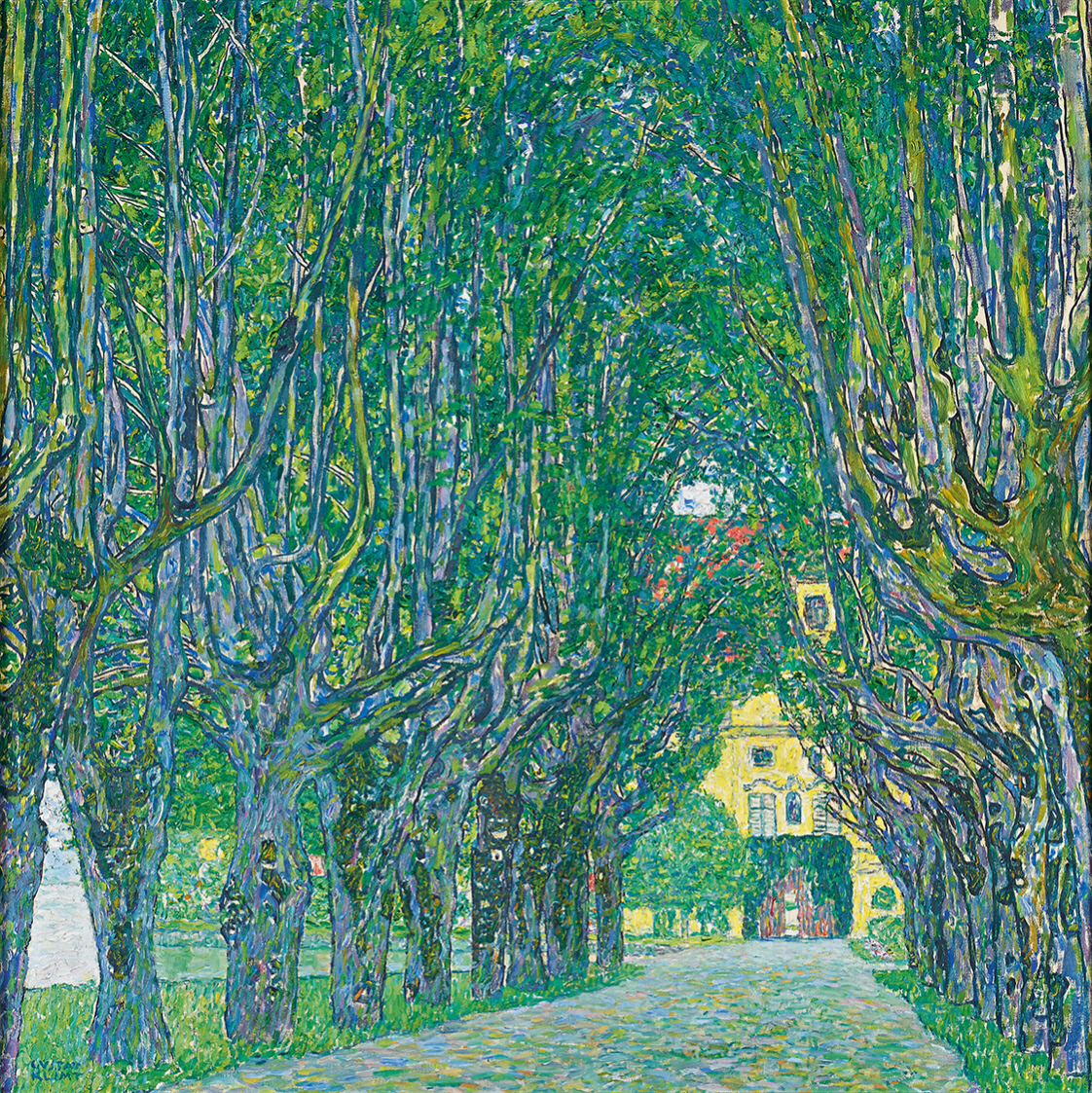
Avenida en Schloss Kammer Park, 1912. Belvedere, Viena.

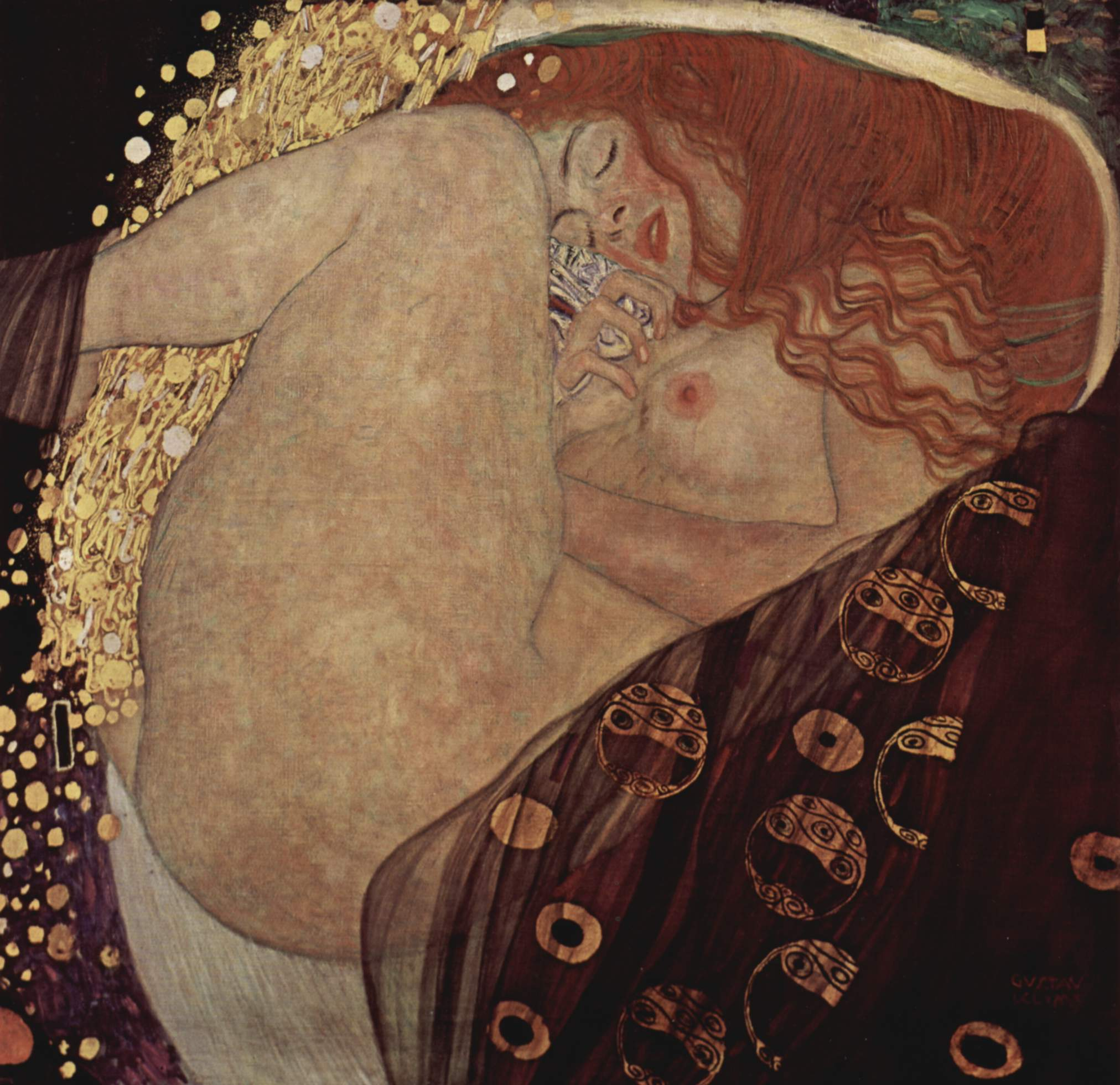
Dánae, por Gustav Klimt, de 1907. Colección privada, Viena.

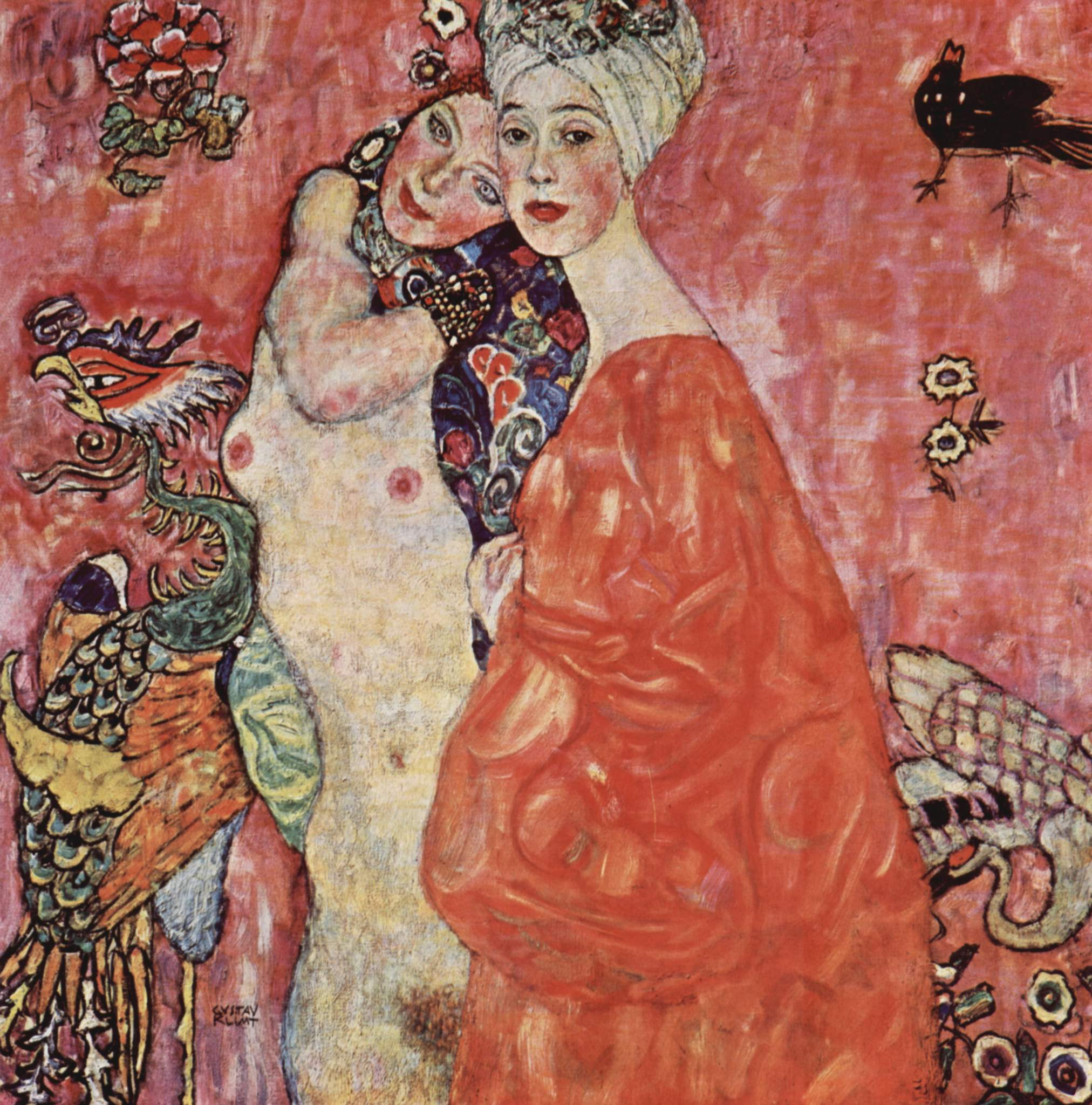
Las amigas, 1916-17.

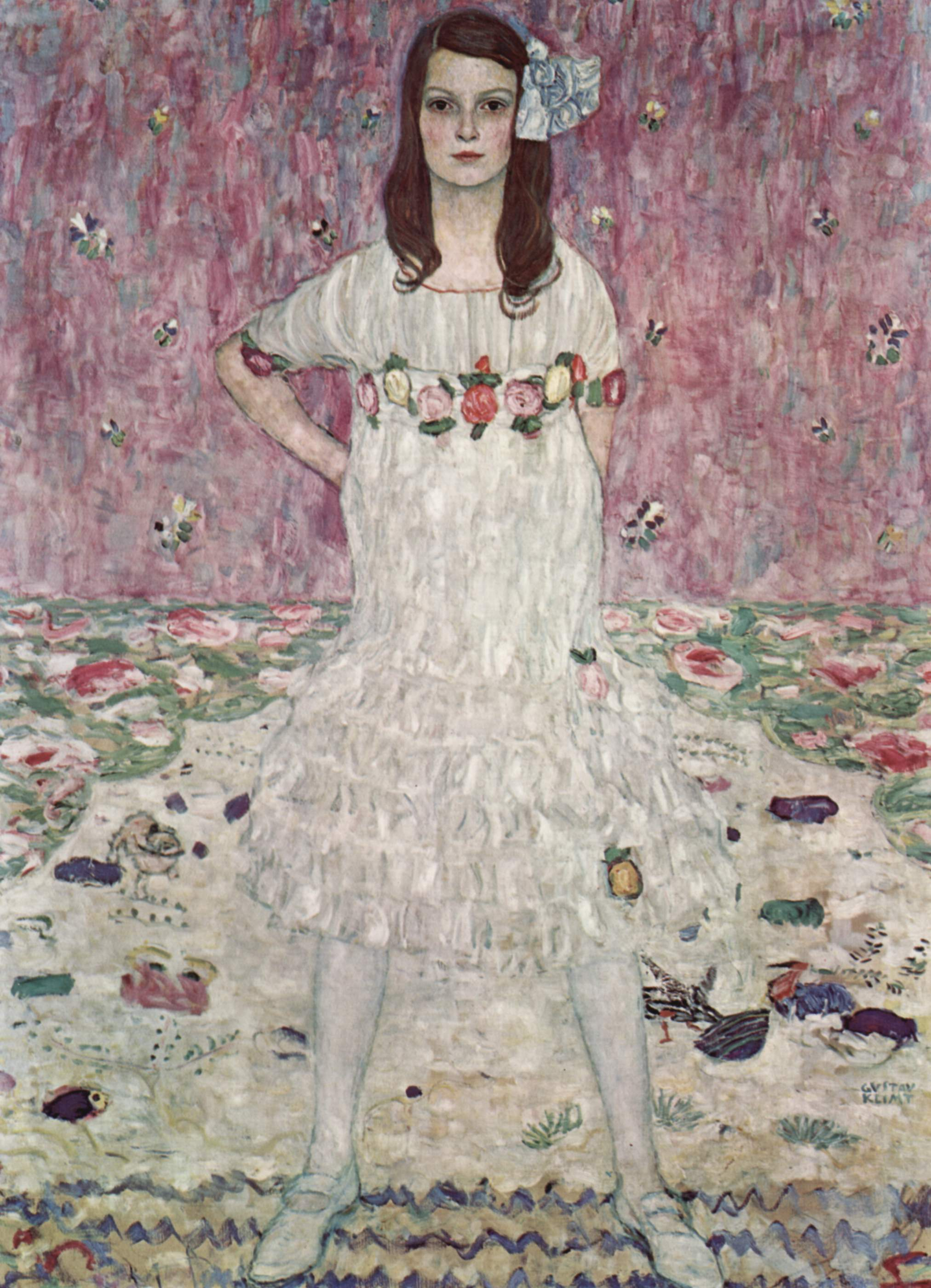
Mäda Primavesi. 1912. Óleo s/lienzo. 150 × 110 cm. Metropolitan Museum of Art, Nueva York.

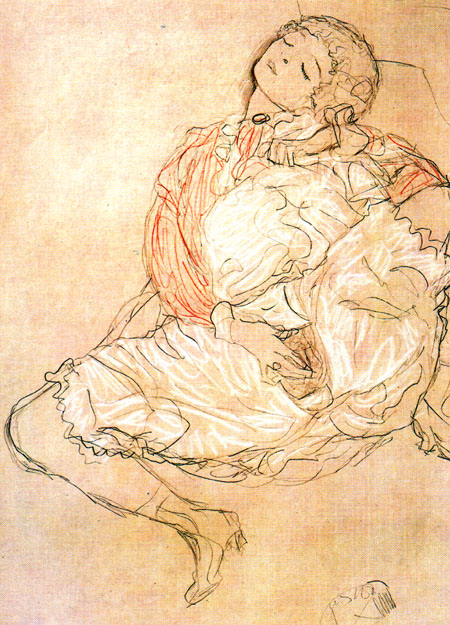
Mujer echada, (1916).

- Pinturas de Klimt para el techo del Aula Magna de la Universidad de Viena
- Friso del Palacio Stoclet en mosaico, Bruselas, Bélgica
- Fábula (1883)
- Teatro en Taormina (1886-1888)
- Auditorio del viejo Burgtheater de Viena (1888)[30]
- Retrato del pianista y profesor de piano Joseph Pembauer (1890)
- Muchacha de Tanagra, antigüedad griega (1890-1891)
- Retrato femenino. Algunos especialistas de arte han identificado a la mujer retratada con la esposa del doctor Heymann. (1894)
- La música I (1895)
- Amor (1895)
- Escultura (1896)
- Tragedia (1897)
- La música II (1898)
- Palas Atenea (1898)
- Agua en movimiento (1898)
- Retrato de Sonja Knips (1898)
- Sangre de pez (1898)
- Schubert al piano (1899)
- Después de la lluvia (Huerta con gallinas en Santa Agatha; 1899)
- Ondinas (Peces plateados) (1899)
- Las Sirenas (1899)
- Filosofía (1899-1907)[31]
- Nuda Veritas (1899)
- Retrato de Serena Lederer (1899)
- Medicina (Hygieia), decoración del techo del Aula Magna de la nueva Universidad de Viena (1900-1907)
- Música (Litografía) (1901)
- Judit I (1901)
- Bosque de abedules (Birkenwald) (1901)
- Peces dorados (dedicado a sus críticos) (1901-1902)
- Retrato de Gertha Felsovanyi (1902)
- Retrato de Emilie Flöge (1902)
- Bosque de hayas (1902)
- Bosque de hayas I (1902)
- Friso de Beethoven (1902)[32][33]
- Bosque de hayas (1903)
- La esperanza I (1903)[34]
- Peral (1903)
- La vida es una lucha (El caballero dorado) (1903)
- Jurisprudencia (1903-1907)[35]
- Serpientes acuáticas I (1904-1907)
- Serpientes acuáticas II (1904-1907)
- Las tres edades de la mujer (1905)
- Retrato de Margaret Stonborough-Wittgenstein (1905)
- Jardín (1905–1906)
- Jardín con girasoles (1905-1906)
- Friso Stoclet (1905-1909)
- Retrato de Fritza Riedler (1906)
- El girasol (1906-1907)
- La esperanza II (1907-1908)
- Dánae (La lluvia dorada; 1907)
- Retrato de Adele Bloch-Bauer I (1907)
- Prado con amapolas (1907)
- Palacio Kammer a orillas del lago Atter I (1908)
- El beso (1907-1908)
- Dama con sombrero y boa de plumas (1909)
- Árbol de la vida (1909)
- Judith II (Salomé) (1909)
- El sombrero de plumas negro (1910)
- Palacio Kammer a orillas del lago Atter III (1910)
- El parque (1910)
- Jardín con crucifijo (1911-1912)
- Manzano I (1912)
- Casa de guardabosques en Weibenbach, a orillas del lago Atter (1912)
- Retrato de Mäda Primavesi (1912)
- Retrato de Adele Bloch-Bauer II (1912)
- La joven (1913)
- Iglesia de Cassone (1913)
- Mujer medio desnuda recostada (1913)
- Mujer medio desnuda sentada, con los ojos cerrados (1913)
- Retrato de Eugenia Primavesi (1913-1914)
- Lovers, drawn from the right (1914)
- Baronesa Elisabeth Bachofen-Echt (1914)
- Mujer medio desnuda tumbada (1914-1915)
- Retrato de Friederike Maria Beer (1916)
- Casas en Unterach a orillas del lago (1916)
- Muerte y vida (1916)
- Sendero de jardín con gallinas (1916)
- Las amigas (1916-1917)
- Mujer sentada con los muslos separados (1916-1917)
- La bailarina (1916-1918)
- Leda (Destruido) (1917)
- La cuna (1917)
- Retrato femenino (inacabado) (1917-1918)
- La novia (inacabado) (1917-1918)
- Adán y Eva (inacabado) (1917-1918)
- Retrato de Johanna Staude (inacabado) (1917-1918)
- Cajigas22 (Destruido) (1916-1922)

## La 'Moneda de Oro' de pintura
Por su imponente legado artístico y su relación familiar con el grabado en oro, Gustav Klimt ha sido tema frecuente de los artistas de las medallas y monedas de colección. La más reciente es una moneda de oro timbrada en 100 euros, acuñada el 5 de noviembre de 2003. En el envés, la moneda muestra a Klimt en su estudio, con dos obras inacabadas sobre sendos caballetes.

## Robo y recuperación del cuadroRetrato de una Dama
Era uno de los cuadros robados más buscados, después de que su espectacular desaparición sin dejar rastro de la Galería Ricci Oddi en Piacenza (centro de Italia) en 1997 diera la vuelta al mundo. Ahora, el "Retrato de una dama", de Gustav Klimt, ha sido descubierto en el propio museo. Durante unas obras de limpieza y de reestructuración del muro exterior del Museo, en una cavidad protegida por una chapa y cubierta por la hiedra en todos estos años, los trabajadores encontraron una bolsa negra de basura con el cuadro dentro.
Faltan las últimas pruebas, pero el mismo director de la Galería Ricci Oddi, Massimo Ferrari, está seguro de que se trata del cuadro de Gustav Klimt que hace 22 años y 9 meses desapareció misteriosamente justo antes de su traslado para una exposición. En la parte posterior del cuadro, cuyo valor rondaba entonces los 60 millones de dólares, han aparecido los sellos de las exposiciones en las que la obra había sido exhibida en el pasado, explicaron los medios italianos. Se cree que los ladrones lo pusieron allí para después recuperarlo en un segundo momento, pero el clamor internacional que suscitó el robo les hizo desistir.

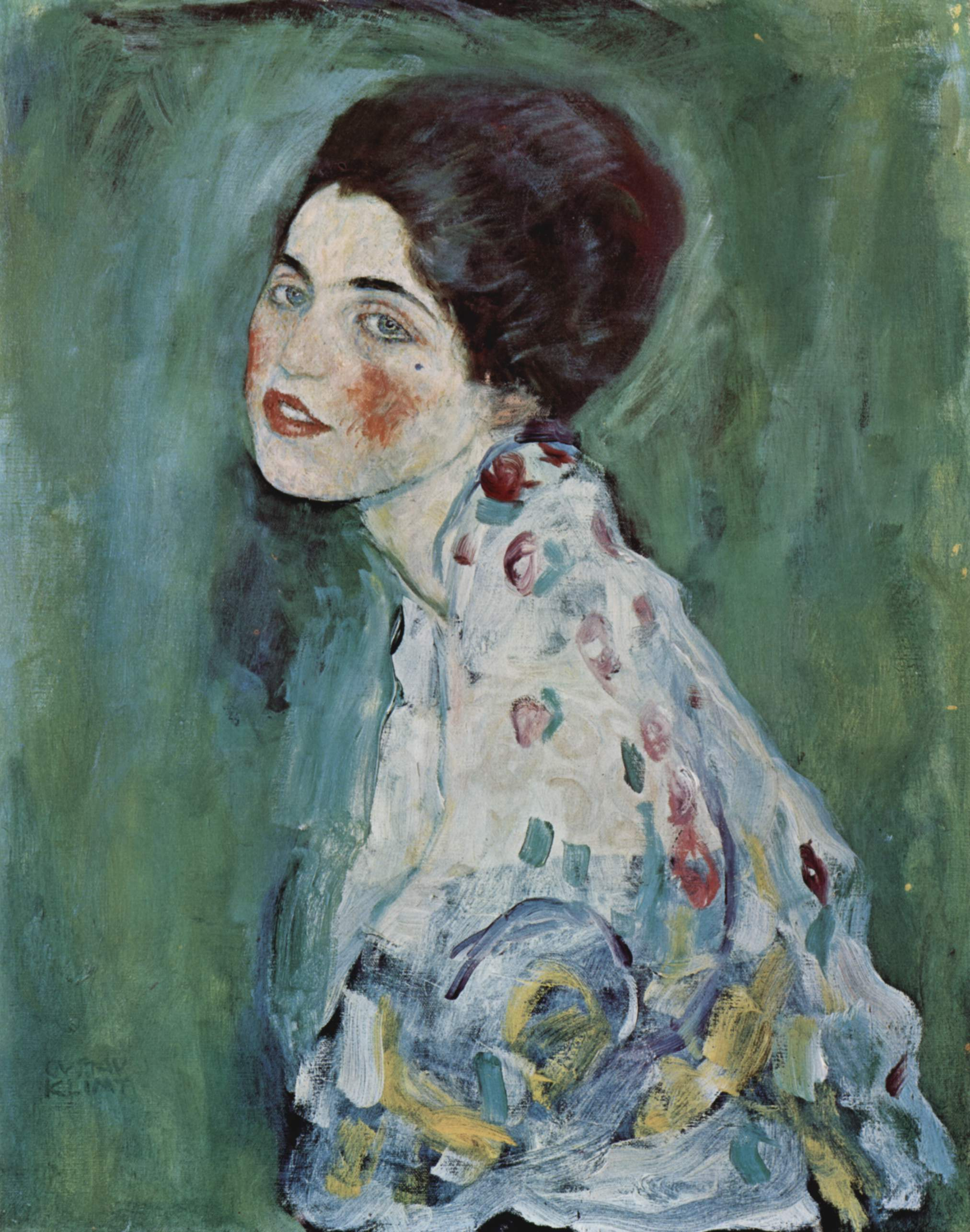
Retrato de una Dama, robado en 1997, y encontrado en el 2019.

El robo de la "Dama" de Klimt se produjo en febrero de 1997 y fue tan espectacular y misterioso que acabó en los periódicos de todo el mundo y en estos 22 años se han producido varios golpes de escena y pistas falsas, pero nunca los investigadores se acercaron mínimamente a quién pudo robar el cuadro. Durante la confusión del traslado de las obras para una exposición en el Palacio Gótico de Piacenza dedicada a Klimt, la obra desapareció y el marco del cuadro apareció fuera de una de las claraboyas de la galería. En un primer momento se pensó que los "ladrones acróbatas" podrían haber entrado y salido del museo por este estrecho tragaluz en plena luz del día, ya que por la noche existía un sistema de seguridad con alarmas.
Se llegó a investigar a los guardianes de la galería, pero las acusaciones fueron desestimadas por el juez de instrucción por falta de pruebas. Incluso se llegó a investigar a un conocido ladrón de cuadros, que reconoció haber robado la obra, pero la policía nunca lo creyó; también se llegó a pensar que había sido robado para rituales satánicos. En otra de las pistas falsas se llegó a pensar que formó parte del llamado "tesoro" que el ex primer ministro italiano Bettino Craxi se llevó a Túnez para escapar de la Justicia. Y es que el 1 de abril de 1997 la policía interceptó en la frontera entre Italia y Francia un paquete destinado a Craxi en el que encontraron un supuesto Klimt, pero resultó que era falso. Se supuso además que el robo habría tenido que ser un trabajo de encargo por parte de algún coleccionista, ya que la obra era demasiado conocida como para intentar su venta, apuntaron entonces. Había sido el protagonista de un gran descubrimiento diez meses antes de su robo, porque gracias a una estudiante de arte, Claudia Maga, de 18 años, se supo que el cuadro escondía debajo otro cuadro del pintor austríaco. La joven encontró mientras estudiaba las obras de Klimt un gran parecido entre "La dama" y otra pintura, la de "Retrato de una dama joven", que se creía perdida desde 1912 y que representaba a una chica con bufanda y un sombrero. Ambas jóvenes se parecían mucho: la misma mirada, la misma sonrisa y el mismo lunar en la mejilla izquierda. Entre las varias versiones que existen se cree que el pintor se enamoró de una joven y utilizó el cuadro ya existente para pintar uno nuevo con velocidad. La obra se ha transferido a un lugar secreto y protegido y la magistratura nombrará un grupo de expertos para que se compruebe su autenticidad y se ponga fin a un misterio que comenzó hace 22 años.